# اعتراضات ۱۴۰۲ ایران
اعتراضات ١۴٠٢ ایران شامل تجمع‌ها و اعتراضات در اشکال گوناگون در ایران است که در سال ۱۴۰۲ رخ داده‌اند. منشأ این اعتراضات مشکلات اقتصادی، رخدادهای اجتماعی، قومی، مذهبی، سیاسی، فرهنگی و عدم پاسخگویی به خواسته‌های اقشار مختلف مانند دانشجویان، معلمان، کارگران، بازنشستگان، زنان، مردان، نوجوانان، جوانان، سالمندان و... هست که به صورت تجمع‌های مسالمت‌آمیز و اعتراض انجام می‌شوند.هدف اعتراضات ملت ایران تشکیل حکومتی براساس علوم انسانی و سکولاریسم است شروع اعتراضات با مرگ مهسا امینی توسط گشت ارشاد شروع شد و تا چند ماه قبل از آغاز سال ۱۴۰۳ ادامه داشت.

## اعتراضات صنفی/کارگری

### هنرمندان و نویسندگان

#### ۱۷ مرداد
به رغم مراجعات خانواده شاکر بوری نهادهای امنیتی و قضایی از دادن پاسخی روشن به آنها خودداری کرده‌اند. بعد از بازداشت مهدی اعتمادسعید در ۱۹ خرداد، همچنان وضعیتش برای همکاران و خانواده مبهم است. مهدی اعتمادسعید از زمان بازداشت تاکنون به وکیل دسترسی نداشته‌است. محمد صادقی، بازیگر معترض، هم که ۲۵ تیرماه در تهران بازداشت شده همچنان در بازداشت است. از طرف دیگر، حبیب موسوی، شاعر و نویسنده، روز ۹ مردادماه توسط اداره اطلاعات سپاه گرگان بازداشت شده و به زندان امیرآباد این شهر منتقل شده‌است.

#### ۷ شهریور
انجمن قلم آمریکا، دستگیری مهدی یراحی خواننده و آهنگساز معترض را بازتابی از «سرکوب وحشیانه آزادی بیان توسط جمهوری اسلامی ایران» دانست.

#### ۵ مهر
کانون کارگردانان سینمایی ایران طی صدور بیانیه‌ای خواستار آزادی لیلا نقدی‌پری طراح صحنه و لباس گردید. این کانون با توجه به اینکه ۱۰ روز از بازداشت این هنرمند می‌گذرد، نسبت به وضعیت او ابراز نگرانی نمود. همچنین کانون کارگردانان سینمای ایران در ادامه افزود: «کنار همکاران صنفی خود ایستاده‌ایم.»

#### ۲۶ مهر
پیکرهای داریوش مهرجویی، کارگردان نامدار ایران و همسرش وحیده محمدی فر که شامگاه۲۲ مهرماه به شکل فجیعی در ویلای خود در کرج به قتل رسیدند، در قطعه هنرمندان بهشت زهرای تهران دفن شدند. تعداد زیادی از مردم و هنرمندان در این مراسم شرکت کردند. در این برنامه سینماگرانی مانند مسعود کیمیایی، مانی حقیقی و جعفر پناهی، بهمن فرمان‌آرا، داریوش فرهنگ، احمدرضا درویش و همچنین نسرین ستوده وکیل معترض زندانی شرکت داشتند. شرکت‌کنندگان در اعتراض به قتل هولناک این دو هنرمند علاوه بر شعار «مرگ بر قاتلان»، شعارهای ضدحکومتی از جمله «مرگ بر دیکتاتور»، «مرگ بر خامنه‌ای» نیز سر دادند.

#### ۳ آبان
محمد مهدی اسماعیلی وزیر ارشاد ممنوع‌الکار شدن بیش از ده بازیگر زنِ معترض و مخالف حجاب اجباری را تایید کرد. وی گفت ما پیش از این نیز اعلام کردیم که حجاب زدن برای زنان قانون است و ما قانون را اجرا می‌کنیم... کار کردن برای کسانی که قانون را اجرا نمی‌کنند امکان‌پذیر نیست.»

#### ۵ آبان
به دنبال تایید رسمی ممنوع‌الکار شدن تعدادی از بازیگران زن مخالف حجاب اجباری توسط وزیر ارشاد جمهوری اسلامی، تعدادی از هنرمندان سرشناس به این تصمیم حکومتی اعتراض کردند. رضا کیانیان، بازیگر سابقه دار سینما و تئاتر ایران در اینستاگرام خود نوشت: «قدر و اندازه هنرمندان را مردم هستند که تعیین می‌کنند. هنر و هنرمند را نمی‌توان با دیکته‌کردن از بالا تعیین کرد.» کتایون ریاحی یکی از بازیگران نوشت: «شرافتم اجازه کار در سینمای امروز را نمی‌دهد. شما کی باشید؟!»

#### ۶ آبان
ترانه علیدوستی یکی از بازیگران سینما که سال گذشته در پی حمایت از معترضان دستگیر شد نوشته است که دیگر تمایلی به بازی در فیلم ندارد. وی در ادامه نوشت: «من پارچه‌ای که خواهرانم را کشت برای فیلم‌های شما به سر نمی‌کنم… چون از آن حجاب اجباری که بر سر ما می‌گذارید… هنوز دارد خون می‌چکد.»

#### ۶ آذر
به‌دنبال انتشار یک آهنگ مشترک به مناسبت روز جهانی منع خشونت علیه زنان،‌ صبا کمالی و سحر زکریا بازیگران سینما و تلویزیون و دانیال مقدم، خواننده، به دادسرای فرهنگ و رسانه احضار شدند.

#### ۱۳ آذر
توماج صالحی به زندان دستگرد اصفهان انتقال یافت. وی ۲۷ آبان‌ پس از تحمل ۲۵۲ روز زندان انفرادی به قید وثیقه آزاد شد، اما تنها ۱۲ روز بعد، پس از شرح شکنجه شدنش در زندان، مجددا با ضرب‌ و شتم بازداشت شد.

#### ۵ دی
روزنامه «اعتماد» خبر داد که عکاسان ورزشی زن تهدید شده‌اند که نباید از آستین بالا زده شده و موهای بیرون زده زنان عکس بگیرند. در صورت انجام این کار حق انتشار عکس را ندارند. در همین رابطه عکس‌های گرفته شده، توسط فدراسیون فوتبال با دقت چک می‌شود.

#### ۱۶ بهمن
زینب موسوی، کمدین ایرانی و خالق شخصیت «امپراطور کوزکو»، جهت اجرای حکم زندان احضار شد. وی در آبان امسال، دستگیر شده بود. قبلا زینب موسوی اعلام کرده بود که در دوران بازداشتش ۲۵ روز در انفرادی بوده و سپس به دو سال زندان محکومش کردند.

### استادان دانشگاه

#### ۱۲ فروردین
چند تن از استادان دانشگاه هنر تهران به نام‌های محمدحسین عماد، حمید شانس، ایمان افسریان، پویا آریان‌پور، بیژن غنچه‌پور و رسول اکبرلو که در رشته مجسمه‌سازی در این دانشگاه تدریس می‌کردند به دلیل حمایت از اعتراضات اخراج شدند.

#### ۳۱ تیر
شوراهای صنفی دانشجویان کشور گزارش کرد که «محمد سلطانی و مهدی مطیع، از استادان دانشکده الهیات و معارف دانشگاه اصفهان، توسط «هیئت انتظامی استادان و رئیس این دانشگاه تعلیق شده‌اند.» این استادان دانشگاه در حالی تعلیق شده و حقوق آنها نیز قطع شده‌است که هنوز به اتهاماتشان رسیدگی نیز نشده و هیچ حکم قضایی یا انتظامی برای آنها صادر نشده‌است.

#### ۱۴ مرداد
بنابر گزارش شوراهای صنفی دانشجویان کشور، به موازات موج اخراج و تعلیق کردن دانشجویان معترض، شماری از استادان در دانشگاه‌های باهنر کرمان، دانشگاه تهران و دانشگاه بهشتی، تحت عنوان «قطع همکاری» اخراج یا تعلیق شده‌اند.

#### ۲ شهریور
به گزارش روزنامه اعتماد از دوره ریاست جمهوری محمود احمدی‌نژاد تاکنون ۱۵۷ استاد دانشگاه در ایران اخراج شده‌اند. به گفته این روزنامه، از سال ۱۳۸۵ تا امروز به صدها استاد به اتهام این که نگرشی سکولار داشته یا منتقد حکومت بوده‌اند، حکم اخراج، ممنوعیت موقت یا دائم از تدریس و بازنشستگی اجباری داده شده‌است.

#### ۶ شهریور
دربارهٔ اخراج استادان دانشگاه، به‌جای وزارت علوم، وزارت کشور جمهوری اسلامی بیانیه داد و نوشت: «اخراج استادان حامی اعتراضات وظیفهٔ انقلابی وزارت علوم بود.» یکی از استاد دانشگاه دلیل اخراج خود را «مواضع به‌حق» خود در حمایت از معترضان اعلام نمود. آمنه عالی، استاد سرشناس دانشگاه علامه طباطبایی طی نامه سرگشاده‌ای بر موضعگیری‌های خود در زمان سرکوب، بازداشت و تعلیق دانشجویان و حمله به مدارس و تهدید دانش‌آموزان تأکید نموده و اضافه کرده‌است که ما معلم‌ها نمی‌توانیم و نباید مطیع و پیرو حکومت‌ها باشیم. یکشنبه پنجم شهریور نیز «کانون صنفی استادان دانشگاهی ایران» با صدور بیانیه اعتراضی، نسبت به «مداخله مخرب» دوایر دولتی، امنیتی و اطلاعاتی جمهوری اسلامی در سیستم آموزش و دانشگاه‌ها هشدار داد.
کانون نویسندگان ایران با انتشار بیانیه‌ای در اعتراض به اخراج استادان دانشگاه، نسبت به تنگ‌تر شدن حلقه سرکوب دانشگاه و تکرار فاجعه دهه ۶۰ دانشگاه‌ها هشدار داد. در این بیانیه با اشاره به اینکه در هفته‌های اخیر ده‌ها استاد دانشگاه از کار اخراج شده‌اند، تأکید شده که این اخراج‌ها که با شیوه‌ها و بهانه‌های گوناگون صورت گرفته‌است، به‌طور آشکار ادامه سرکوب روزافزون دانشگاه‌ها است.

#### ۸ شهریور
برنامه دولت رئیسی برای جذب ۱۵۰۰ تن از نیروهای سهمیه‌ای برای جایگزین‌سازی با استادان اخراجی، ضربه کشنده‌ای به پیکره نهاد علمی کشور وارد می‌کند. این ضربه تنها با کودتای فرهنگی در سال۵۹ قابل قیاس می‌باشد

#### ۹ شهریور
داریوش رحمانیان استاد دانشگاه می‌گوید: «مفهوم و تعبیر مثلاً اسلامی کردن دانشگاه … چیزی جز آب در هاون کوبیدن نیست و هزینه‌های سنگین روی دست کشور گذاشته چون علم و… دانش بشری، در ذات خودش سکولار است. به گفته وی: «در همین دانشکده خود ما، استادان بسیار سزاوار و شایسته‌ای هستند که فخر دانش ایرانند اما همچنان در وضعیت تعلیق و اخراج قرار دارند. همچنین روزنامه اعتماد ۹ شهریور، نوشت که نام ۵۲ نفر دیگر از استادانی که از شهریور ۱۴۰۰ تا ۸ شهریور امسال، از کادر آموزش عالی اخراج شده‌اند، به فهرست قبلی استادان اخراجی منتشر شده در این روزنامه، اضافه شده‌است.

#### ۱۴ شهریور
مهام میقانی، استاد دانشکده هنرهای نمایشی پردیس هنرهای زیبای دانشگاه تهران از این دانشگاه اخراج گردید. خبر گزاری هرانا قبلاً اسامی و هویت ۲۷ تن دیگر از اساتیدی که از دانشگاه اخراج، تعلیق یا با منع تدریس روبرو شده‌اند را به نام‌های وحید عیدگاه، جواد بشری، میلاد عظیمی، لیلی ورهرام، قاسم عزیزی، حسین مصباحیان، آرش بیدالله خانی، شیرزاد آزاد، آذین موحد، مهدی مطیع، محمد سلطانی، مسعود علیا و امیر مازیار، سمیه سیما، بهروز چمن آرا و سارا ملکان، محمدرضا نظری نژاد، رهام افغانی، علی شریفی زارچی، داریوش رحمانیان، حمیده خادمی، آمنه عالی، مهدی خویی، عزیز شفیعی زرقانی، بهارک اختردانش، محمدمهدی علومی، راحله علی مراد زاده، را جمع‌آوری کرده‌است.

#### ۱۸ شهریور
دوازده تشکل صنفی هنرمندان ایران شامل جامعه مهندسان معمار ایران، انجمن عکاسان ایران، انجمن هنرمندان سفال‌گر، و انجمن تصویرگران خانه تئاتر، خانه سینما، خانه موسیقی ایران، انجمن خوش‌نویسان ایران، انجمن شاعران ایران، انجمن هنرمندان نقاش ایران، انجمن هنرمندان مجسمه‌ساز ایران، انجمن صنفی طراحان گرافیک ایران، طی یک نامه سرگشاده، با اعتراض به فضای امنیتی در دانشگاه‌ها، خواستار توقف رفتارهای خشونت‌آمیز حکومتی، لغو کلیه احکام تعلیق، تبعید و محرومیت از تحصیل صادره شده بر ضد دانشجویان، توقف اخراج استادان دانشگاه و بازگشت استادان اخراجی به دانشگاه‌ها» شدند.

#### ۱۹ شهریور
غلامرضا نوری قزلجه، رئیس فراکسیون مستقلین مجلس، شخص ابراهیم رئیسی را مسئول اخراج استادان دانشگاه‌ها دانست. او تحولات کنونی به منظور پاکسازی دانشگاه‌ها را خلاف روح قانون اساسی و خودکشی فرهنگی دانست. وی ایدئولوژیزه کردن دانشگاه‌ها را قتلگاه و پایان مسیر علم دانست که محصول آن چیزی جز بسته شدن مسیر پیشرفت و تحولات بنیادین علمی نخواهد بود.

#### ۲۱ شهریور
ده‌ها چهره دانشگاهی در خارج ایران طی انتشار بیانیه‌ای تحت عنوان «بیانیه همبستگی با جامعه دانشگاهی ایران»، موج جدید تهدیدها، فشارها و اخراج‌ها در دانشگاه‌های ایران را محکوم نمودند. امضاکنندگان در این بیانیه نوشته‌اند که: «حکومت به دنبال هر بحران بزرگ سیاسی به سراغ دانشگاه می‌رود و بر شدت برخوردهای امنیتی و فشار خود به استادان و دانشجویان معترض اضافه می‌کند». آنها این «اعمال نظارت ایدئولوژیک» حکومت بر دانشگاه را ناقض اصول و معیارهای آکادمیک به رسمیت شناخته‌شده در جهان امروز دانسته‌اند.

#### ۲۰ مهر
از آغاز مهر سال جاری ۳۲ هزار استاد حق‌التدریس از دانشگاه آزاد اخراج و ۲۰ هزار دانشجوی ترم اول یا دوم مقطع دکتری همان دانشگاه جایگزین آنها شدند. بنا بر گزارش رسانه‌ها جایزه دانشجویان دکتری که بر کرسی استادی قرار گرفته‌اند، پرداختن شهریه کمتر است. لازم به توضیح است که اخراج ۳۲ هزار استاد دانشگاه بدون اطلاع‌ قبلی و در شرایطی انجام شده است که بعضی از آنها گفته‌اند که فرصت شغلی جدیدی ندارند، چرا که بعد از یک یا دو دهه تدریس در این دانشگاه، اکنون از سقف سنی استخدام در هیئت علمی دانشگاه‌ها یا سایر نهادهای دولتی رد شده‌اند و تنها منبع درآمدشان یعنی دانشگاه را از دست داده‌اند.

#### ۲۴ مهر
مهشید گوهری، استاد دانشگاه فردوسی مشهد در رشته ادبیات، به فرمان هیئت رئیسه دانشگاه از دانشگاه اخراج گردید. با احتساب مهشید گوهری از اواخر تیرماه تاکنون، دستکم سی و شش تن از استادان منتقد از جمله  لیلی ورهرام، قاسم عزیزی، حسین مصباحیان، آرش بیدالله خانی، شیرزاد آزاد، آذین موحد، مهدی مطیع، محمدرضا نظری نژاد، رهام افغانی، علی شریفی زارچی، داریوش رحمانیان، حمیده خادمی، آمنه عالی، سمیه سیما، بهروز چمن آرا، سارا ملکان، مهام میقانی، محمد سعادتی، مهدی خویی، عزیز شفیعی زرقانی، بهارک اختردانش، محمدمهدی علومی، راحله علی‌ مراد زاده، وحید عیدگاه، جواد بشری، میلاد عظیمی، محمد سلطانی، مسعود علیا، امیر مازیار، آرمیتا سراج زاهدی، دو تن از استادان دانشگاه تهران، محسن برهانی، علی اصغر خدایاری و آرمان ذاکری در دانشگاه‌های مختلف کشور از تدریس بر کنار شده و یا با محدودیت‌هایی مواجه شده‌اند. همه این استادان دانشگاه سابقه همراهی با اعتراضات سراسری ۱۴۰۱ را دارند.

#### ۷ آبان
کانال دانشجویان متحد گزارش کرد که علی احمدی، استاد دانشکده ارتباطات دانشگاه علامه اخراج شده است و بعد افزود که: «سیل اخراج استادان» در شرایطی ادامه دارد که طی ماه‌های گذشته نیز استادان دیگری مانند مرتضی مردیها، حمیده خادمی، مهدی خویی، آرمین امیر و آمنه عالی» از دانشگاه علامه اخراج شده‌اند.
همچنین رئیس دانشگاه علوم پزشکی تهران طی حکمی زهرا احمدی‌نژاد، استاد این دانشگاه را به دلیل امضای چند بیانیه اعتراضی، «تعلیق» نمود. در «تفهیم اتهام» به زهرا احمدی‌نژاد «امضای شش نامه و بیانیه» آمده است که از جمله آنها، امضای بیانیه «اعتراض به حملات زنجیره‌ای و سازمان‌یافته به مدارس دخترانه»، «نامه حمایت از اعتراضات قانونی دانشجویان»، امضای «بیانیه حمایت از استادان دانشگاه شریف»، اعتراض به «برخورد، اخراج و تعلیق دانشجویان معترض» و... بوده است.

#### ۱۴ آبان
بهروز چمن‌آرا، عضو اخراج شده هیئت علمی دانشگاه کردستان که اخراجش در آستانه سالگرد کشته شدن مهسا امینی و اعتراضات سراسری خبرساز شد، در خصوص اینکه «حکومت در خاموش کردن دانشگاه‌ها ناکام است» گفت: «فضای دانشگاه‌ها بسیار شکننده است و اگر چه حاکمیت توانسته سکوتی را حکم‌فرما کند، اما معتقدم که این وضعیت نمی‌تواند استمرار یابد، زیرا در ایران، دانشگاه به‌طور سنتی و تاریخی محلی و مکانی است برای تمرین آزادی.»

#### ۲۰ آذر
رئیس دانشگاه آزاد اسلامی تایید کرده‌است که دست‌کم «۱۸ هزار» استاد این دانشگاه از کار برکنار و دانشجویان جایگزین آنها شده‌اند. حذف استادان و کارکنان «غیرهمسو» با سیاست‌ها و ایدئولوژی حاکم بر جمهوری اسلامی، از سال ۵۸ و به دستور خمینی با عنوان «انقلاب فرهنگی» و «پاکسازی انقلابی» کلید خورد و در دهه‌های اخیر بارها این روند در اشکال مختلف تکرار شده است.

#### ۸ دی
علیرضا آزاد استاد الهیات دانشگاه فردوسی مشهد که از دانشجویان معترض حمایت میکرد از دانشگاه اخراج شد. او در شبکه اجتماعی نوشت: «پس از ۲۶ سال تحصیل و تدریس در دانشگاه فردوسی دستور رسید که خانه‌ام را ترک کنم.»
در پی فشارهای حکومتی و «احضار و بازجویی» اکبر جعفری، استاد فیزیک دانشگاه شریف و از استادانی که  از دانشجویان معترض حمایت میکرد، اخیرا مجبور به استعفا گردید.

#### ۲۰ دی
شاهین غفوری استاد دانشگاه آزاد قروه، اخیرا به دلیل انتشار مطالبی در فضای مجازی بازداشت شده است.

#### ۲۷ دی
بنابر گزارش خبرنگاران در شبکه‌های اجتماعی، در ادامه فشار بر استادان دانشگاه، آبتین گلکار، استاد دانشگاه و مترجم سرشناس ادبیات روسی و از منتقدان وضع موجود دانشگاه‌ها، که در گذشته نیز به خاطر موضعگیری‌هایش با حراست دانشگاه‌ برخورد داشته است، از کرسی استادی دانشگاه تربیت مدرس استعفا داد.

#### ۱۰ بهمن
بر اساس گزارش رسانه‌ها، تینا دلجو، مدرس دانشگاه و دانشجوی دکترای علوم سیاسی بازداشت و برای اجرای یک سال محکومیت خود به زندان لاکان رشت انتقال یافت. وی در آذرماه امسال به اتهام "تبلیغ علیه جمهوری اسلامی ایران" به یک سال حبس تعزیری محکوم شده بود.

#### ۱۷ بهمن
درادامه تعلیق یا اخراج استادان دانشگاه از عضویت در هیئت علمی، به علت حمایت کردن از دانشجویان معترض، احمد شکر چی استاد جامعه‌شناسی دانشگاه بهشتی در تهران اخراج شد و او خبر داد که دانشگاه لغو قرارداد تدریس وی را لغو کرده است.

### وکلا و حقوقدانان
هیئت مدیره کانون وکلای البرز تصویب نمود که این کانون روز دوشنبه ۳۰ مرداد ۱۴۰۲ در واکنش به رویه فعلی قانون‌گذاری در خصوص این نهاد مستقل و جلب توجه نمایندگان مجلس، تعطیل خواهد بود. این اعتصاب یک‌روزه در عکس‌العمل به عملکرد نمایندگان مجلس و تصویب «مقرره جدیدی در رابطه با کانون وکلا می‌باشد.

#### ۴ شهریور
جمعی از وکلای دادگستری در اعتراض به مصوبات اخیر مجلس مبنی بر تبعیت کانون وکلا از مصوبات هیئت مقررات‌زدایی وزارت اقتصاد، در مقابل ساختمان شورای نگهبان تجمع اعتراضی برپا کردند. آنها خواهان رد این مصوبه از سوی شورای نگهبان شدند. پیش از این نیز گروه‌هایی از وکلای دادگستری در استان‌های یزد، خراسان رضوی، خراسان جنوبی، کرمانشاه، چهارمحال و بختیاری و آذربایجان غربی روز پنجشنبه ۲ شهریور در اعتراض به این مصوبه مجلس در مقابل ساختمان کانون وکلای این استان‌ها، تجمع‌های اعتراضی برپا کرده بودند.

#### ۲۵ مهر
صالح نیکبخت، وکیل پایه یک دادگستری، وکیل پرونده مهسا امینی و داشتن وکالت بسیاری از پرونده‌های زندانیان و متهمان سیاسی از جمله مسعود نیکخواه، جعفر پناهی و اسکندر لطفی، به دلیل عدم پذیرش نظریه پزشک قانونی در مورد علت مرگ مهسا امینی توسط دادگاه انقلاب تهران، به یک سال حبس تعزیری و دو سال محرومیت از فعالیت در فضای مجازی محکوم گردید.

#### ۱۶ دی
یکی از اعضای کانون وکلای مرکز، به نام نیلوفر سادات هاشمیان اهل سمنان به علت انتقاد از برگزاری مراسم سال‌مرگ قاسم سلیمانی، توسط نیروهای امنیتی مربوط به سازمان اطلاعات سپاه پاسداران جمهوری اسلامی بازداشت شد.

#### ۲۷ دی
بر اساس گزارش شبکه اجتماعی، خسرو علیکردی، وکیل بعضی از خانواده‌های معترض دادخواه و زندانیان سیاسی به مدت دو سال از کار وکالت محروم شده است.

##### واکنش‌ها

###### ۲ بهمن
گروهی از کارشناسان سازمان ملل متحد با نزدیک شدن به «روز جهانی وکلای در معرض خطر» بیانیه‌ای منتشر کردند. آنها در این بیانیه در مورد وکلای معترض ایرانی نوشته‌اند: «زنان و مردان شجاع حرفه وکالت در ایران هدف ارعاب و آزار و اذیت از قبیل دستگیری مستبدانه و محرومیت از شغل وکالت... قرار گرفته‌اند» و دست‌کم ۶۶ نفر از آنان از زمان شروع اعتراضات شهریور ۱۴۰۱ تا کنون بازداشت شده‌اند.

### روزنامه‌نگاران

#### ۲۰ فروردین
از بازداشت نیلوفر حامدی روزنامه‌نگار معترض بازداشت شده، ۲۰۰ روز گذشته اما همچنان وی در بازداشت «موقت» به‌سر می‌برد و پرونده او بلاتکلیف است. قبلاً جایزه بین‌المللی مطبوعات را انجمن «روزنامه‌نگاران کانادایی حامی آزادی بیان»، به دلیل شجاعت و حقیقت‌گویی در گزارش‌دهی، به‌طور مشترک به نیلوفر حامدی و الهه محمدی، دو روزنامه‌نگار زندانی در ایران اعطا کرده بود.

#### ۱۲ اردیبهشت
نیلوفر حامدی، خبرنگار روزنامه شرق، الهه محمدی خبرنگار روزنامه هم‌میهن و نرگس محمدی، روزنامه‌نگاران زندانی، به عنوان برندگان جایزه جهانی آزادی مطبوعات یونسکو، گیلرمو کانو ۲۰۲۳ معرفی شدند.

#### ۱۳ اردیبهشت
در گزارش جدید سازمان گزارشگران بدون مرز، ایران یکی از بزرگ‌ترین زندان‌های جهان برای روزنامه‌نگاران توصیف شده‌است. در این گزارش آمده‌است که روزنامه‌نگاران در ایران همیشه با خطر «بازداشت، بازجویی، حبس، زیر نظر بودن، اذیت و آزار و تهدید» مواجه هستند. بیش از ۷۰ روزنامه‌نگار که بسیاری از آن‌ها زن هستند در جریان اعتراضات بازداشت شدند. مدیرکل یونسکو نیز با اشاره به تهدیدهای زنان روزنامه‌نگار به دلیل تعهد آنها به حقیقت، ادای احترام کرد. در رتبه‌بندی سازمان گزارشگران بدون مرز در روز جهانی آزادی رسانه‌ها، جمهوری اسلامی ایران در رتبه ۱۷۷ از ۱۸۰ کشور بعد از کره شمالی، چین و ویتنام قرار گرفته‌است.

#### ۱۳ تیر
روزنامه‌نگار، نازیلا معروفیان، از بازرسی منزل خود توسط نیروهای امنیتی و احضار خود به دادسرای اوین خبر داد.

#### ۲ مرداد
صدها کاربر شبکه‌های اجتماعی، خواستار آزادی نیلوفر حامدی و الهه محمدی خبرنگاران زندانی شدند.

#### ۳ مرداد
به دنبال شکایت مجدد حمید رسایی (نماینده پیشین مجلس) مرضیه محمودی، روزنامه‌نگار و سردبیر پایگاه خبری تجارت نیوز به پرداخت ۲۴ میلیون جزای نقدی و یک سال تبعید به تربت جام محکوم شد.

#### ۷ مرداد
بعد از گذشت ۱۰ ماه از دستگیری الهه محمدی و نیلوفر حامدی، فدراسیون بین‌المللی روزنامه‌نگاران با انتشار بیانیه‌ای اتهامات این دو روزنامه‌نگار را بی‌اساس خواند و خواستار آزادی آنها گردید.

#### ۹ مرداد
نسیم سلطان‌بیگی و نسیم شفیعی روزنامه‌نگاران بازداشت شده در جریان خیزش انقلابی، توسط شعبه ۲۶ دادگاه انقلاب تهران به ریاست قاضی ایمان افشاری، به «چهار سال و نیم زندان» محکوم شدند. انجمن صنفی روزنامه‌نگاران تهران طی انتشار بیانیه‌ای، احکام صادره علیه بهروز بهزادی، مدیر مسئول روزنامه اعتماد و مرضیه محمودی، سردبیر پایگاه خبری تجارت نیوز را محکوم نمود و از دستگاه قضایی جمهوری اسلامی خواسته‌است که صادرکردن احکام قضایی سنگین و غیرمتعارف علیه روزنامه‌نگاران را متوقف کند.

#### ۱۱ مرداد
روز سه‌شنبه ۱۰ مرداد، سخنگوی وزارت خارجه آمریکا سرکوب مداوم و احکام قضایی صادر شده علیه روزنامه‌نگاران معترض ایرانی را نشان از تداوم نقض حقوق بشر در ایران دانست و گفت ما این موارد را دنبال می‌کنیم.

#### ۱۴ شهریور
در کرج منزل یک روزنامه‌نگار به نام پریسا صالحی، مورد بازرسی نیروهای امنیتی قرار گرفت. نیروهای امنیتی پس از تفتیش منزل، اقدام به ضبط تلفن همراه وی کردند.

#### ۱۸ مهر
نازیلا معروفیان، روزنامه‌نگاری که در یک سال گذشته چند بار بازداشت شده بود و اکنون ایران را ترک کرده است، طی پیامی گفت که در ایران پس از آزاد شدن از زندان به همراه مادرش به دفتر وزارت اطلاعات در خیابان خواجه عبدالله فراخوانده شد و در آن جا یک مقام مسئول به مادرش گفت: «ببین! دختر تو قرار است کشته شود. دختر تو زنده نمی‌ماند. حالا یا با آب خوردن که سمی توی آن است، یا یک ماشینی به او می‌زند، چون دختر تو دشمن زیاد دارد.»

#### ۲۶ مهر
۲۰۰ روزنامه‌نگار، خبرنگار و نویسنده طی نامه سرگشاده‌ای خواهان آزادی دو خبرنگار به نام‌های الهه محمدی و نیلوفر حامدی شده‌اند. در این نامه آمده است: «ما روزنامه‌نگاران، خبرنگاران، نویسندگان و اهالی قلم ایران معتقدیم فضای آزاد رسانه‌ای، اطلاع‌رسانی و بیان مسائل و مشکلات و امکان نقد عملکردها، کلید اصلی رفعِ کاستی‌ها، ناکارآمدی‌ها و اقدامات غیرقانونی در کشور است.»

#### ۱ آبان
احکام سنگین الهه محمدی و نیلوفر حامدی توسط انجمن روزنامه‌نگاران تهران غیر قابل قبول خوانده شد. صدور این احکام با عکس‌العمل‌های زیادی از سوی روزنامه‌نگاران ایرانی در شبکه‌های اجتماعی مواجه گردید. قبل از این نیز فدراسیون بین‌المللی روزنامه‌نگاران روز ۲۷ مهر طی بیانیه‌ای، اتهامات علیه نیلوفر حامدی و الهه محمدی را بی‌اساس دانسته و خواستار آزادی این دو روزنامه‌نگار و همه روزنامه‌نگاران زندانی در ایران شده بود.

##### ۳ آبان
سازمان عفو بین‌الملل طی بیانیه‌ای با نوشتن این عبارت که «روزنامه‌نگاری جرم نیست» به صدور احکام سنگین برای الهه محمدی و نیلوفر حامدی اعتراض کرده و خواستار آزادی فوری این دو روزنامه‌نگار زندانی گردید. این سازمان بین‌المللی مدافع حقوق بشر تاکید نمود که دادگاه و فرایند رسیدگی به پرونده این دو روزنامه‌نگار به دلیل پوشش اخبار جان‌باختن مهسا امینی، به شدت ناعادلانه بوده است.

#### ۴ آبان
به دنبال نظر سنجی روزنامه شرق در خصوص لایحه حجاب و عفاف، مدیر مسئول روزنامه شرق توسط قوه قضاییه احضار گردید. نتایج نظرسنجی شبکه شرق این بوده است که  از بین  ۱۲ هزار و ۳۳۴ نفر شرکت‌کننده در این نظرسنجی، در پاسخ به این پرسش که آیا در صورت تبدیل شدن لایحه عفاف و حجاب به قانون، اجرای آن می‌تواند به رعایت حجاب اجباری منجر شود؟ که ۸۴ در صد شرکت کنندگان  پاسخ منفی داده‌اند.

#### ۱۵ آبان
زینب رحیمی، روزنامه‌نگار حوزه محیط زیست می‌گوید برای وی در شعبه ۹ دادسرای فرهنگ و رسانه پرونده قضایی تشکیل شده است.

#### ۱۷ آبان
منیژه مؤذن روزنامه‌نگار که با رسانه اکو ایران و هفته نامهٔ تجارت فردا همکاری می‌کند، توسط نیروهای امنیتی دستگیر شد.

#### ۱۸ آبان
پخشان عزیزی، روزنامه‌نگار و مددکار اجتماعی که در مرداد ۱۴۰۲ توسط نیروهای امنیتی در تهران دستگیر شده، تا کنون در بند ٢٠٩ زندان اوین، بازداشتگاه وزارت اطلاعات محبوس است. در طی این مدت بازداشت، وی از حق دسترسی به وکیل، ملاقات و همچنین برقراری تماس تلفنی با خانواده‌اش محروم بوده است.

#### ۲۱ آبان
نسیم سلطان بیگی و سعیده شفیعی، دو زن روزنامه نگار برای اجرای حکم حبس خود به دادسرای اوین احضار شدند. آنها که به تحمل سه سال و نیم زندان محکوم شده‌اند، باید تا روز سه شنبه ۲۳ آبان خود را به این زندان معرفی کنند.

#### ۲۳ آبان
دو روزنامه‌نگار و فعال زیست‌محیطی، نسیم طواف‌زاده و هلاله ناطقه توسط ماموران حکومتی در رشت بازداشت شدند. بر اساس جدیدترین گزارش سازمان گزارشگران بدون مرز، درباره آزادی رسانه‌ها، ایران در میان ۱۸۰ کشور جهان در جایگاه ۱۷۷ قرار گرفته است.

#### ۵ آذر
یک روزنامه‌نگار به نام شایا شهوق در دادگاه آمل به اتهاماتی مانند «توهین به رهبری»، «تبلیغ علیه نظام» و «تحریک مردم به جنگ و کشتار» به پنج سال زندان محکوم گردید.

#### ۲۹ آذر
سارا معصومی، خبرنگار منتقد، از سوی شعبه ۲۶ دادگاه انقلاب به ۶ ماه زندان و ۱۵ میلیون تومان جزای نقدی با دو سال محرومیت از کار خبرنگاری محکوم شد.

#### ۱۱ دی
به گفته ایران جلیلی، مادر نسیم سلطان‌بیگی خبرنگار معترض زندانی یک‌شنبه دهم دی هنگامی که برای ملاقات با دخترش به زندان اوین مراجعه کرده است به وی و به خانواده‌های نیلوفر حامدی و الهه محمدی دو روزنامه‌نگار زندانی دیگر نیز ملاقات داده نشده است.

#### ۲۳ دی
به گزارش فدراسیون بین‌المللی روزنامه‌نگاران، دادگاه انقلاب در بندر لنگه، مهرداد (محمد) درواع، روزنامه‌نگار را به اتهام «تبلیغ علیه نظام»‌ به سه ماه و ده روز حبس تعزیری و اتهام «اهانت به رهبری» به شش ماه حبس تعلیقی محکوم کرده است. از دیگر اتهامات این روزنامه نگار اهل سنت «تحریک به قصد برهم زدن امنیت کشور» و «نشر اکاذیب» اعلام شده است.

### کشاورزان

#### ۳۰ فروردین
گروهی از کشاورزان در اصفهان در اعتراض به عدم رسیدگی به درخواست‌هایشان دست به تجمع اعتراضی زدند. آنها با سر دادن شعارهای اعتراضی در مسیر ساختمان شهرداری این شهر راهپیمایی خیابانی کردند.

#### ۱۴ اردیبهشت
شماری از کشاورزان در شهرستان لامرد در اعتراض به "قیمت پایین گندم و عدم پرداخت مبلغ خرید گندم توسط دولت مقابل فرمانداری این شهرستان تجمع اعتراضی برپا کردند.

#### ۱۹ تیر
گروهی از کشاورزان قزوین در اعتراض به قطع سهمیه آب کشاورزی این استان از سد طالقان، در برابر ساختمان شرکت آب منطقه‌ای قزوین دست به تجمع اعتراضی زدند. لازم به توضیح است که سال گذشته حق آبه استان قزوین از کانال کشاورزی سد طالقان از ۳۰۰ میلیون متر مکعب به ۱۳۵ میلیون کاهش یافته‌است.

#### ۲۵ مرداد
گروهی از کشاورزان استان کرمانشاه در اعتراض به دریافت نکردن مطالبات خود، در برابر ساختمان استانداری این استان دست به تجمع اعتراضی زدند. آنها بعد از گذشت بیش از یک ماه از تحویل دادن گندم به دولت، هنوز مطالبات خود را دریافت نکرده‌اند.

#### ۲۷ آبان
گروهی از کشاورزان در برابر ساختمان استانداری اصفهان، با برگزاری تجمع اعتراضی خواهان رسیدگی به درخواست‌های  خود بودند.

#### ۲۴ بهمن
به گزارش اتحادیه آزاد کارگران ایران، جمعی از کشاورزان اصفهان با دادن شعارهای اعتراضی در خیابان منوچهری این شهر، تظاهرات اعتراضی برگزار کرده و خواهان رسیدگی به درخواست‌های خود شدند.

### معلولان

#### ۲۱ خرداد
تعدادی از افراد دارای معلولیت در تهران، کرمان، مشهد، اراک، اردبیل، بروجرد، قم و کرمانشاه در اعتراض به بی‌توجهی نسبت به درخواست‌های خود، تجمع‌های اعتراضی برگزار کردند. همچنین در چند شهر دیگر نیز تجمع‌های اعتراضی یک‌نفره یا دو نفره معلولان برگزار گردید.

#### ۱۷ مهر
بنا بر گزارش کمپین پیگیری حقوق افراد معلول، گروهی از این شهروندان با برگزاری تجمع‌های اعتراضی جداگانه در برابر ساختمان‌های اداره کل بهزیستی در کرج و اراک نسبت به عدم اجرای ماده ۲۷ قانون معلولان اعتراض کردند.

#### ۲۴ دی
بر اساس گزارش‌های منتشرشده از طرف «کمپین معلولان»، مأموران پلیس جمهوری اسلامی به معترضانی که در تهران در برابر ساختمان برنامه و بودجه تجمع اعتراضی داشتند حمله کردند و به شماری از آن‌ها آسیب رساندند. این معترضان پلاکاردهایی مبنی بر درخواست اجرای ماده ۲۷ قانون حمایت از حقوق معلولان را در دست داشتند.

#### ۳۰ دی
رسانه‌ها به نقل از فعالان حوزه معلولان، در اعتراض به‌ اجرا‌نشدن قانون حمایت از معولان و ماده ۲۷ آن در شهرهای مشهد، چابهار، ساری، کرمانشاه، قم و دیوان‌دره طی روزهای مختلف تجمع‌های اعتراضی برگزار کردند.

#### ۱۵ بهمن
جمعی از افراد معلول در شهرهای تهران، سنندج، کرج، ساری، بجنورد و اردبیل در اعتراض به رسیدگی نشدن به درخواست‌های خود در پارک پاستور تهران تجمع کردند.

#### ۱ اسفند
در ۲۹ بهمن جمعی از معلولان با حضور در اولین روز نمایشگاه رسانه‌‌های ایران، با در دست داشتن نوشته‌‌های اعتراضی سعی کردند تا صدای اعتراض خود را در رسانه‌های کشور منعکس کنند و از دولت خواستند که ماده بیست و هفتم قانون اساسی را اجرا کند. مدیر کمپین معلولان گفت که فقط ۵ درصد از حداقل دستمزد «معلولان بسیار شدید»، یعنی معادل ۲۷۳ هزار تومان به معلولان پرداخت میشود.

#### ۸ اسفند
جمعی از خانواده‌های بیماران SMA برای دومین روز پی در پی در اعتراض به عدم اختصاص دارو به این بیماران و عدم رسیدگی به سایر درخواست‌هایشان در برابر نهاد ریاست جمهوری در تهران، تجمع اعتراضی برپا کردند.
تجمع این شهروندان  صورت گرفته است.

### بازار و کسبه

#### ۱۳ فروردین
دادستان کاشان همچنین از پلمب بیش از ۴۰ کافه و رستوران در این شهر به دلیل عدم رعایت حجاب توسط مشتریان خبر داد.

#### ۱۴ فروردین
یک مقام استان مازندران از «پلمب ۳۳۸ واحد صنفی» به دلیل عدم رعایت حجاب اجباری خبر داد.

#### ۲۱ فروردین
بازار و کسبه سقز در اعتراض به «حمله شیمیایی» به مدارس دخترانه، اعتصاب کردند و مغازه‌هایشان را تعطیل کردند.
۲۵ فروردین
در سوادکوه ۷ کافه و رستوران به دلیل نقض «مقررات حجاب» پلمب شدند.

#### ۲۷ فروردین
منتظرالمهدی سخنگوی فراجا، می‌گوید، از شروع طرح اجرای حجاب اجباری، ۳ هزار و ۵۰۰ واحد صنفی با پیامک تذکر دریافت کرده و ۱۵۵ مغازه، رستوران و باغ تالار هم به دلیل «عدم توجه به تذکرات گذشته» پلمب شده‌اند.

#### ۹ اردیبهشت
واحدهای صنفی متعلق به ۱۸ شهروند بهائی به تعداد ۱۲ عدد در شهرهای شهر کرد و ساری توسط مأموران نیروی انتظامی پلمب شدند.

#### ۲۴ اردیبهشت
کافه رستری نوژ (نوژ کافه) در تهران، در محدوده میدان صنعت در شهرک غرب که به‌طور روزانه شهروندان زیادی برای تفریح و نوشیدن قهوه به آنجا مراجعه می‌کردند. توسط مأموران نیروی انتظامی جمهوری اسلامی پلمب شد.

#### ۲۵ اردیبهشت
تعدادی از کافه‌های خیابانی که از ۱۰ سال قبل در شهرک اکباتان فعال بودند، توسط نیروهای حکومتی از جمله بسیجیها با استفاده از جر ثقیل تخریب گردید. بنا بر گزارش رسانه‌های اجتماعی به دلیل ترس از واکنش اهالی شهرک، ۲۰ موتور پلیس ضدشورش دونفره نیز در محل تخریب کافه‌ها حضور داشتند و عملیات تخریب کافه‌ها در ساعت پنج صبح شروع شد.

#### ۹ خرداد
به دنبال خطر صدور احکام سنگین برای زندانیان سیاسی و در اعتراض به اعدام‌های جمهوری اسلامی، کسبه و بازاریان شهر سمیرم در استان اصفهان دست به اعتصاب سراسری زدند. داریوش صاعدی، یونس بهرامیان، فاضل بهرامیان و مهران بهرامیان چهار شهروند زندانی هستند که نگرانی‌هایی دربارهٔ احتمال صدور احکام اعدام برای آن‌ها وجود دارد.

#### ۲۳ خرداد
در پی فراخوانی جمعی از کسبه و بازاریان معترض در شهر سقز، در اعتراض به اقدام احتمالی شهرداری سقز مبنی بر اعمال تغییراتی در اطراف مزار مهسا امینی دست به اعتصاب زدند.
شماری از بازاریان و کسبه اردبیل، در اعتراض به اجاره بها، افزایش متوالی قیمت‌ها، رکود بازار و اخذ مالیات سنگین، اعتصاب کرده و تجمع اعتراضی بر گزار کردند.

#### ۲۷ خرداد
گروهی از بازاریان و کسبه شهر سقز در اعتراض به میزان مالیات اعلام شده از سوی دولت، در محوطه فرمانداری این شهر دست به تجمع اعتراضی زدند.

#### ۱۳ آذر
بازاریان بندر گناوه در نهمین روز متوالی اعتصاب‌ و بستن مغازه‌های خود در اعتراض به متوقف شدن روند فعالیت گمرک و ترخیص نشدن کالاهایی که اصطلاحا «ته‌لنجی» نامیده می‌شوند، در برابر فرمانداری این شهر با پهن کردن سفره خالی بر روی زمین تجمع اعتراضی بر پا کردند.

#### ۴ دی
رسانه‌های اجتماعی از اعتصاب گسترده بازار طلافروش‌ها خبر دادند. این اعتصاب برای سومین روز پی در پی در شهرهای تهران، اصفهان، قم، ملایر تبریز، مشهد، همدان در اعتراض به قانون جدید دولت مبنی بر اختصاص مالیات ۲۵ درصدی برگزار شد.

#### ۶ دی
«دبیرخانه قرارگاه ۱۹ دی قم» خبر داد که ۵۰ واحد صنفی را در رابطه با حجاب اجباری در این استان پلمب زده است. ماموران امنیتی حکومت، اماکن و واحدهای صنفی در بازار را پلمب میزنند تا مانع ورود زنان «بد حجاب و بی‌حجاب» شوند.

#### ۱۰ بهمن
بر اساس گزارش کانال خبر‌رسانی «هه‌نگاو» به دنبال اعدام زندانیان سیاسی کرد، وفا آذربار، محمد فرامرزی، پژمان فاتحی و محسن مظلوم، اصناف و کسبه در تعداد زیادی از شهرهای کردنشین ایران شامل سنندج، بوکان، دهگلان،  روانسر و کرمانشاه دیواندره، مریوان، سقز، بانه، مهاباد، دست به اعتصاب زدند و در این شهرها فضای امنیتی حاکم شد.

### زنان

#### ۱۴ فروردین
ده‌ها مرکز تفریحی و کاشان مال در شهرهای مختلف به دلیل عدم رعایت حجاب اجباری پلمب شدند. عباس شیراوژن، معاون فرهنگی و دانشجویی وزارت بهداشت گفت که همه دانشگاه‌های علوم پزشکی کشور از ارائه هر گونه خدمات به دانشجویانی که حجاب اسلامی را رعایت نکنند منع شده‌اند.
ارائه خدمات آموزشی به «بی‌حجابان» در مدارس و دانشگاه‌ها ممنوع اعلام شد. محسن برهانی استاد حقوق و وکیل دادگستری نوشت: «جلوگیری از ورود زنان به اماکن عمومی یا ندادن خدمات در فرودگاه‌ها و … به بهانه عدم رعایت حجاب، هیچ مستند قانونی ندارد و اقدامی کاملاً غیرقانونی است.»

#### ۲۴ فروردین
در اطلاعیه قوه قضاییه عطف به قانون حمایت از آمران به معروف و ناهیان از منکر، «فضای داخل خودرو، حریم شخصی محسوب نمی‌شود و فضایی در مَرئی و منظر عموم مردم دانسته شده‌است». به این ترتیب بی‌حجابی در خودرو جرم محسوب می‌شود.
۲۵ فروردین
احمد رضا رادان فرمانده کل نیروهای انتظامی جمهوری اسلامی در خصوص «کنترل هوشمند» و درصد خطای احتمالی دوربین‌های نظارتی برای کنترل حجاب زنان گفت که این دوربین‌ها هیچ خطایی نخواهند داشت. کارشناسان سازمان ملل هشدار داده‌اند که اقدامات سرکوبگرانه تأثیر منفی قوانین حجاب اجباری را بیشتر تشدید می‌کند. جرم‌انگاری امتناع از پوشش حجاب نقض حق آزادی بیان زنان و دختران است و راه را برای نقض احتمالی حقوق سیاسی، مدنی، فرهنگی و اقتصادی زنان باز می‌کند.

#### ۲۶ فروردین
گروهی از زنان اصفهان علیه احمدرضا رادان، فرمانده کل نیروی انتظامی علیه حجاب اجباری شعار دادند و می‌گفتند: «رادان برو گمشو.»

#### ۲۷ فروردین
کارمندان فرودگاه بوشهر به زنانی که حجاب اجباری ندارند، تذکر داده و می‌گویند در صورت عدم رعایت حجاب به آنها خدمات ارائه نخواهند داد. حسین علایی، رئیس پیشین ستاد مشترک سپاه، از فعالیت گشت ارشاد انتقاد کرد و گفت: «فعالیت چندین ساله گشت ارشاد نه تنها از میزان بدحجابی در جامعه نکاسته‌است بلکه موجب واکنش شدید و گسترش کم حجابی شده‌است.»

#### ۴ اردیبهشت
به دنبال تذکر حجاب اجباری به زنان گردشگر در باغ شازده در ماهان کرمان و درگیری مردمِ حمایت کننده از این زنان با تذکردهندگان، یک زن گردشگر جان خود را از دست داد. محمد صابری، رئیس مرکز فوریت‌های پزشکی کرمان عنوان کرد که «دو مرد ۴۴ ساله و ۳۸ ساله نیز مصدوم شدند که پس از انتقال به بیمارستان به صورت سرپایی درمان و مرخص شدند».

#### ۱۸ اردیبهشت
۶ تن از زندانیان زن، به‌نام‌های گلرخ ایرایی، زهره سرو، نسرین جوادی، سپیده قلیان، بهاره هدایت و نرگس محمدی طی صدور بیانیه‌ای اعدام‌های گسترده در شهرهای مختلف ایران را محکوم کردند. آنها در این بیانیه نوشتند: «تداوم و سرعت بخشیدن به اجرای احکام اعدام در روزهای اخیر، تلاش حکومت برای سرکوب مردم و ایجاد ترس و وحشت است.» آنها تأکید کردند که اعدام‌ها، «اعمال خشونت عریان» برای نمایش «قدرتی پوشالی» است که «سست بودن آن بر مردم ایران و جهان آشکار شده است.»

#### ۳ خرداد
کمیسر عالی حقوق بشر سازمان ملل متحد آقای فولکر تورک در گزارش جدید خود نوشته‌است: «پس از کمتر شدن اعتراضات مردمی اخیر در ایران، تبعیض علیه زنان در کشور شدت گرفته‌است. و به نظر می‌رسد که آزار و اذیت زنان، از جمله آنچه که می‌پوشند یا نمی‌پوشند، واقعاً تشدید شده‌است… زنان و دختران ایرانی به‌دلیل اجرای قوانین تبعیض‌آمیز حجاب با اقدامات قانونی، اجتماعی و اقتصادی سختگیرانه مواجه هستند». به گفته آقای تورک طی هفته‌های گذشته نه تنها بازداشت مدافعان حقوق زنان افزایش یافته، بلکه موج جدیدی از اعدام معترضان نیز به راه افتاده‌است. فولکر تورک در این راستا افزود که زنان و دختران، توسط مقامات نظام جمهور اسلامی با مجازات‌های اجتماعی و اقتصادی سخت‌گیرانه‌ای روبه‌رو می‌شوند تا مجبور شوند به رعایت قوانین تبعیض‌آمیز حجاب اجباری، تن بدهند. ترک گفت: «من از دولت ایران می‌خواهم صدای مردم برای اصلاحات را بشنود و مقرراتی که نداشتن حجاب اجباری را جرم انگاری می‌کنند را لغو کند.

#### ۶ خرداد
سپیده قلیان فعال مدنی زنان طی نامه‌ای به ۴۰۰ نماینده آلمانی که کفالت سیاسی زندانیان در ایران را قبول کرده‌اند، نوشت: «شما می‌توانید با استفاده از ابزارهای خود، انقلابی که در ایران در جریان است را دریابید و جلوی ماشین کشتار جمهور اسلامی بایستید.»

#### ۸ خرداد
مادر مریم آروین، وکیل دادگستری که مدت کوتاهی بعد از آزادی از زندان جان باخت، اعلام کرد: «علت مرگ دخترش وقایع رخ داده در زندان و «وصل سرم» «به بهانه آرام‌بخش و مسکن و تقویتی» بوده‌است.» او می‌گوید که پزشک زندان طی نامه‌ای آسیب‌هایی که به مریم آروین رسیده بود را تأیید کرده بود.

#### ۱۶ خرداد
به نوشته حساب کاربری «۱۵۰۰ تصویر» که اخبار مربوط به معترضان را منتشر می‌کند، منصوره سگوند، دانشجوی رشته حقوق، که مدتی در بازداشت بود و روز یکشنبه ۱۴ خردادماه به طرز مشکوکی جان باخت و دلیل مرگ او «ایست قلبی» اعلام شد، از قبل در تماس با یکی از دوستانش نوشته بود: «مدام از طرف اطلاعات به مرگ تهدید می‌شم. اگر بلایی سرم اومد میخوام همه بدونن من خودکشی نکردم.»

#### ۲۴ تیر
فعالان مدنی و رسانه‌های ایرانی گزارش کردند که یک زن، به دلیل بی‌حجابی علاوه بر اینکه بر اساس حکم دادگاه باید ما به ازای دو ماه حبس، ۳۱ میلیون ریال پرداخت کند به «شستن میت به مدت یک ماه در غسال‌خانه شهرستان تهران» نیز محکوم شده‌است. این حکم، عجیب‌ترین حکمی است که تا حالا در خصوص «بی‌حجابی» صادر شده‌است.

#### ۴ مرداد
آنیشا اسداللهی، فعال کارگری برای تحمل دوران حبس، راهی زندان اوین شد. وی فعال کارگری، معلم و مترجم رسمی سندیکای کارگران شرکت واحد اتوبوس رانی قبلاً نیز به جهت فعالیت‌های خود سابقه بازداشت و برخورد قضایی را داشته‌است.

#### ۷ مرداد
در سمنان لیلا بلوکات بازیگر ایرانی به دنبال استفاده از «کلاه» به ۱۰ ماه حبس تعزیری محکوم شد. حکم‌های صادرشده دیگر برای این بازیگر عبارتند از: پنج سال ممنوعیت از فعالیت در فضای مجازی، «دو سال ممنوعیت از فعالیت پلتفرم‌های داخلی و خارجی، دو سال ممنوعیت خروج از کشور، بازیگری و تبلیغ و مطالعه و خلاصه‌نویسی یک کتاب ظرف یک ماه». محمد مقیمی، حقوقدان، گفت که احکام صادر شده بر ضد زنان مبارز سوءاستفاده از قدرت و خلاف روح حقوق بشر است.

#### ۱۴ مرداد
انجمن قلم آمریکا، اقدام جمهوری اسلامی نسبت به افزایش یک سال محکومیت نرگس محمدی را به شدت محکوم می‌کند. همچنین این بیانیه یادآوری کرده‌است که جمهوری اسلامی یکی از ناقضان اصلی آزادی بیان و دارای بالاترین تعداد نویسندگان زن زندانی در جهان می‌باشد.

#### ۱۳ مرداد
شهربازی «روبوکیدز» در ولنجک تهران که از آن به عنوان «اولین شهربازی رباتیک ایران» نام برده می‌شود به دلیل عدم رعایت حجاب اجباری شماری از زنان در این شهربازی، پلمب گردید.

#### ۱۵ مرداد
زندانی سیاسی سهیلا محمدی به عنوان اعتراض به وضعیتش در زندان مرکزی ارومیه، اعتصاب غذا کرده و لب‌هایش را دوخته‌است.

#### ۱۶ مرداد
یک شهروند فعال حقوق زنان به نام زینب زمان توسط دادگاه انقلاب تهران به یک سال حبس محکوم شد. همچنین به عنوان مجازات تکمیلی، وی به ممنوعیت خروج از کشور و منع ارتباط یا معاشرت با افراد، به استثناء خویشاوندان خود، محکوم گردید. زینب زمان اعلام کرد که در برابر مردم ایران و خانواده‌های دادخواه احساس سربلندی می‌کند.

#### ۱۹ مرداد
معصومه سلیمانی، قهرمان کشتی، به یک سال زندان محکوم گردید. وی معترضی است که به تحریک به ارتکاب اعمال خشونت‌آمیز در فضای مجازی متهم شده‌است. قبلاً عکس‌های معصومه سلیمانی بر سر مزار نیکا شاکرمی نیز در شبکه‌های اجتماعی منتشر شده بود.

#### ۲۳ مرداد
در شهرستان ری اداره ورزش و جوانان از پلمب شش باشگاه ورزشی زنانه به دلیل عدم رعایت حجاب اجباری خبر داد.

#### ۲۵ مرداد
شش تن از فعالان حقوق زنان شامل فروغ سمیع‌نیا، زهرا و زهره دادرس، جلوه جواهری و متین یزدانی در شهر رشت و یاسمین حشدری، فعال حقوق زنان و شاعر در بندر انزلی با هجوم مأموران امنیتی به خانه‌هاشان بازداشت شدند.

#### ۱۶ شهریور
زینب کاظمی، سی و هشت ساله، مهندس پایه یک معماری نظام مهندسی تهران معترض به حجاب اجباری، به هفتاد و چهار ضربه شلاق محکوم شد. لازم است ذکر شود که کنوانسیون جهانی حقوق مدنی و سیاسی صراحتاً استفاده از مجازات‌های تحقیر آمیز و نافی کرامت انسانی مانند شلاق را ممنوع اعلام کرده‌است.

#### ۱۷ شهریور
روزنامه لوموند چاپ پاریس پنج نوشته از زنان معترض زندانی ایرانی شامل نرگس محمدی، سپیده قلیان، نیلوفر بیانی و گلرخ ایرایی و زینب جلالیان را منتشر کرده است. نرگس محمدی نوشته است: «همواره به عنوان یک زن، مانند میلیون‌ها زن ایرانی دیگر، با قوانین شوم تبعیض‌آمیز و ظالمانه، محصور شدن در فرهنگ مردسالارانه، قدرت دینی و استبدادی، و انواع محدودیت‌ها در تمام زمینه‌های زندگی خود مواجه بوده‌ام.»

#### ۲۱ شهریور
بهاره هدایت، فعال سیاسی زندانی، پس از اعتصاب غذا به بیمارستان منتقل گردید. وی در پیامی که روز شنبه ۱۸ شهریور در شبکه‌های اجتماعی منتشر شد، بر عزم خود برای ادامه دادن به اعتصاب غذا تأکید نمود و گفت: نگران من نباشید، نگران ایران باشید.

#### ۲۳ شهریور
کمیته حقیقت‌یاب شورای حقوق بشر سازمان ملل متحد با انتشار بیانیه‌ای به مناسبت اولین سالگرد کشته‌شدن مهسا امینی، نسبت به انتقام جویی و اوج‌ گرفتن سرکوب زنان و دختران و زنان معترض و خانواده‌های قربانیان معترض ابراز نگرانی عمیق کرد.

#### ۳۰ شهریور
سازمان عفو بین‌الملل طی صدور بیانیه‌ای، تصویب لایحه موسوم به «عفاف و حجاب» در مجلس شورای اسلامی را تجاوزی نفرت‌انگیز به حقوق زنان و دختران ایران توصیف نمود و از جامعه جهانی خواست تا مقامات جمهوری اسلامی را به دلیل دستور، برنامه‌ریزی و ارتکاب چنین تخلفات سیستماتیک و گسترده‌ای علیه زنان و دختران، پاسخگو بدانند.

#### ۱۴ مهر
کمیته مستقل حقیقت‌یاب سازمان ملل متحد درمورد ایران اعلام کرده است که موضوع به کما رفتن آرمیتا گراوند مورد تحقیق قرار خواهد گرفت. سفیر آمریکا در شورای حقوق بشر نیز "حمله خشونت‌آمیز به آرمیتا" را محکوم نمود.

#### ۱۷ مهر
جاوید رحمان در گزارش جدید خود به مجمع عمومی سازمان ملل، یکی از گویاترین نمونه‌های آزار و تبعیض سازماندهی شده و هدفمند علیه زنان در ایران را فشارهای حکومتی برای اعمال کردن حجاب اجباری به زنان دانسته است.

#### ۲۰ مهر
با وجود شایعاتی مبنی بر مرگ مغزی آرمیتا گراوند، سازمان حقوق بشری هه‌نگاو گزارش کرد که این دختر نوجوان همچنان در بیمارستان فجر در کما به‌سر می‌برد.

#### ۲۷ مهر
رویا ذاکری، ٣١ ساله و فارغ‌التحصیل مقطع کارشناسی ارشد رشته کامپیوتر که تصاویری از اعتراض او تحت عنوان "دختر تبریز" انتشار یافته است، بعد از ضرب‌ و شتم توسط نیروهای حکومتی به بیمارستان اعصاب و روان رازی تبریز انتقال یافته و تحت تدابیر شدید امنیتی قرار دارد. لازم به توضیح است که خانواده وی نیز از ملاقات با او محروم شده‌اند.

#### ۳۰ مهر
رسانه‌ها در ایران گزارش کردند که مرگ مغزی آرمیتا گراوند "قطعی" است. روزنامه گاردین نیز تایید کرد که یک مامور حجاب‌بان زن، آرمیتا را به شدت هل داده است. آرمیتا حجاب اجباری نداشته و این ظن قوت گرفت که آرمیتا نیز مانند مهسا امینی در جریان مشاجره با ماموران موسوم به "حجاب‌بان" در مترو با آنها درگیر شده است. تعداد زیادی از نهادها و مقام‌های مسئول از سراسر دنیا تا کنون در مورد وضعیت آرمیتا گراوند واکنش نشان داده‌اند. به عنوان مثال سازمان حقوق بشر ایران خواهان تحقیق مستقل در مورد آسیب‌دیدگی این دختر ۱۶ ساله گردید. همچنین وزیر امور خارجه آلمان نیز در واکنش به این موضوع آن را تحمل‌ناپذیر دانسته است.

#### ۳ آبان
شبکه شرق، متعلق به روزنامه شرق، با استناد به نظرسنجی خود که با مشارکت بیش از ۱۲ هزار و ۳۰۰ تن انجام شده است، از مخالفت ۸۴ درصدی مردم با الزام زنان به رعایت حجاب خبر داد. این مخالفان معتقد هستند که اجرای «قانون عفاف و حجاب» باعث با حجاب شدن زنان نخواهد شد.

#### ۷ آبان
نرگس محمدی فعال حقوق بشر و آزادی و برنده جایزه صلح نوبل ۲۰۲۳ گفت که خبر کشته شدن آرمیتا گراوند با مهندسی نهادهای امنیتی، زیر آواری از پنهانکاری، فریبکاری و دروغ‌های حکومت «زن ستیز دینی و استبدادی» در وسط اخبار کشته شدگان جنگ در خاورمیانه، ناله‌ای بود در میان فریادهای گوش‌خراش.

#### ۱۶ آبان
نسرین ستوده، فعال حقوق بشر و وکیل دادگستری، با وجود گذشت ۹ روز از زمان دستگیری، کماکان به صورت بلاتکلیف در زندان قرچک ورامین به‌سر میبرد.

#### ۲۴ آبان
در دومین بازداشت فله‌ای زنان در طی چند ماه اخیر در استان گیلان، بیشتر از ۱۰ زن در شهر رشت دستگیر شدند. بنا بر گزارش برخی رسانه‌های ویژه حقوق زنان، تا حالا هویت آناهیتا حجازی، نسیم طواف‌زاده، هلاله ناطق، نینا گلستانی و رزیتا رجایی روشن شده‌است.

#### ۲۶ آبان
حضور «حجاب‌بان‌ها» برای کنترل حجاب اجباری در متروهای تهران دوباره افزایش یافته است. قبلا شهرداری تهران برای استخدام ۴۰۰ نیروی یگان حفاظت تحت عنوان «حجاب‌بان» با حقوق ماهیانه ۱۲ میلیون تومان برای کنترل زنان در متروها را گزارش کرده بود.

#### ۴ آذر
به مناسبت ۲۵ نوامبر روز جهانی منع خشونت علیه زنان، برخی سازمان‌های حقوق بشری اعلام کردند که از ابتدای سال ٢٠٢٣ تا کنون ۱۰۴ زن کشته شده‌اند. در همین محدوده زمانی ۱۶ زن اعدام شده‌اند و برای ۱۲۸ فعال زن احکام زندان، شلاق و اعدام صادر شده است. همچنین از اول سال جاری میلادی تا حالا دست کم ۳۰۸ فعال زن در ایران دستگیر شده‌اند.

#### ۱۵ آذر
سازمان عفو بین‌الملل طی گزارش خود اعلام کرد که نیروهای حکومتی جمهوری اسلامی، برای ارعاب معترضان و مخالفان، به شکل گسترده از تجاوز جنسی و سایر اشکال خشونت جنسی، استفاده کرده‌اند. این گزارش با استناد به روایات ۴۵ نفر از معترضان بازداشت شده در اعتراضات سال ۱۴۰۱، تصریح می‌کند که این بازداشت‌شدگان از سوی یک یا گروهی از مأموران مورد تجاوز یا اشکال دیگری از خشونت جنسی قرار گرفته‌اند. دبیرکل عفو بین‌الملل گفت: «تحقیقات ما و شهادت‌های هولناکی که جمع‌آوری کرده‌ایم اثبات می‌کند که مأموران جمهوری اسلامی از تجاوز جنسی برای وارد کردن آسیب‌های جسمی و روانی به معترضان، از جمله کودکان ۱۲ ساله استفاده کرده‌اند. قضات و دادستان‌ها نیز با سرپوش‌گذاشتن یا نادیده‌گرفتن شکایت‌های آسیب‌دیدگان، در این اقدامات مجرمانه شرکت داشته‌اند.»

#### ۲۰ آذر
سخنگوی شورای شهر تهران مهدی اقراریان برخلاف گفته احمد وحیدی، وزیر کشور رئیسی که «هیچ مجوزی برای فعالیت حجاب‌بان‌ها صادر نشده است»، از رسمی بودن فعالیت این افراد در مترو خبر داد. وی دربارهٔ اینکه مسئولیت حضور «حجاب‌بان‌ها» و تصویر برداری از زنان و دختران معترض به حجاب اجباری برعهده چه نهادی است، گفت که «حجاب‌بان‌ها» تحت نظر «مجموعه فرهنگی مترو» فعالیت می‌کنند.

#### ۱۶ دی
به دنبال انتشار گزارش‌هایی از توقیف غافلگیرانه و ناگهانی ماشین‌ها در خیابان برای برخورد با بی‌حجابی زنان، وکلا این اقدام پلیس را «غیرقانونی»خواندند. بعضی چگونگی توقیف خودروی خود را مانند عملیات «تعقیب و گریز مجرمان» توصیف کرده‌اند.

#### ۱۷ دی
رویا حشمتی، شهروند اهل سنندج و ساکن تهران،  ۳۳ ساله، در شبکه اجتماعی نوشته است  که ۱۳ دی‌ماه به دادسرای ناحیه ۷ احضار شده تا حکم ۷۴ ضربه شلاق او به خاطر سرپیچی از حجاب اجباری اجرا شود. وی تاکید کرد که «شلاق یک مجازات وحشیانه است. در همین رابطه میزان، خبرگزاری قوه قضائیه جمهوری اسلامی نوشته است که اجرای این حکم «مطابق قانون» انجام شده است.

#### ۹ بهمن
دادگاه تجدید نظر استان خراسان حکم حبس تعزیری برای گلنوش نصیری، رویا ملکوتی و فریده مرادی را  به جرم تبلیغ علیه نظام و برهم زدن امنیت کشور تأیید کرده است.

### پزشکان و پرستاران

#### ۲۱ فروردین
جمعی از پرستاران قزوین، به نشانه اعتراض به عدم رسیدگی به درخواست‌هایشان، در برابر استانداری این شهر تجمع اعتراضی برپا کردند. این تجمع اعتراضی دو روز بعد از آن برپا شد که جمعی از پرستاران، کارکنان اورژانس و کادر درمانی در مشهد هم در اعتراض به وضعیت معیشتی و حرفه‌ای خود تجمع کرده و شعار «با کرونا جنگیدیم، حمایتی ندیدیم» سر داده بودند.

#### ۲۸ فروردین
گروهی از پرستاران استان قزوین در اعتراض به عدم رسیدگی به مطالباتشان با دادن شعارهای مخالف حکومت مقابل ساختمان استانداری این استان تجمع اعتراضی برپا کردند.

#### ۱۶ خرداد
جمعی از پرستاران یاسوج، با برپایی تجمع اعتراضی در برابر ساختمان استانداری در این شهر، خواستار رسیدگی به درخواست‌های خود شدند.

#### ۸ مرداد
در تهران گروهی از پرستاران بیمارستان هزار تخت‌خوابی خمینی، در اعتراض به «معوقات و چگونگی اجرای تعرفه‌گذاری پرستاری» تجمع اعتراضی برپا کردند.

#### ۲۸ مهر
پزشک متخصص، دکتر افشین احمدپور، توسط بازپرس شعبه پنج دادسرای انقلاب کرمانشاه برای مدت یک سال به اتهام زیر سؤال بردن دستگاه قضایی جمهوری اسلامی ایران و برخی اتهامات دیگر از فعالیت در شبکه‌های اجتماعی محروم و  به پرداخت ۵٠ میلیون تومان جزای نقدی محکوم گردید.

#### ۱۱ آبان
دکتر حمید قره‌حسنلو که به اتفاق همسرش، فرزانه، پس از مراسم چهلم حدیث نجفی، از کشته‌شدگان اعتراضات سراسری ۱۴۰۱ در کرج، توسط نیروهای امنیتی بازداشت شدند به ۱۵ سال زندان محکوم گردید.

#### ۲۷ آبان
جمعی از پرستاران در اسلام‌آباد غرب، در محل کار خود تجمع اعتراضی برگزار کردند. همچنین تعدادی از پرستاران در یزد در اعتراض به عدم رسیدگی به درخواست‌های خود، دربرابر ساختمان استانداری یزد تجمع اعتراضی برپا کردند.

#### ۲۸ آبان
پرستاران در شهرهای کرمانشاه، رشت و یزد در اعتراض به وضعیت معیشتی و عدم رسیدگی به درخواست‌هایشان از جمله اضافه‌کاری اجباری و کمبود نیرو تجمع‌های اعتراضی برگزار کردند.

#### ۱ آذر
گروه‌هایی از پرستاران در بیمارستان ولیعصر فسا، مقابل ساختمان استانداری در سنندج، در برابر ساختمان مرکزی دانشگاه علوم پزشکی گیلان در رشت، در بیمارستان بعثت سنندج تجمع‌های اعتراضی برگزار کرده و خواستار رسیدگی به درخواست‌های خود شدند.

#### ۴ دی
در حالی که مقامات صنفی می‌گویند که ایران با «کمبود پرستار» مواجه است و پرستاران بارها برای رسیدگی به کمبودها و فشارهای کاری خود اعتراض کرده‌اند، رئیس سازمان نظام پرستاری ایران گفته است که ده هزار نفر از بهترین‌ترین پرستاران ایران کشور را ترک کرده‌اند.

#### ۵ آذر
ده‌ها نفر از پرستاران دانشگاه علوم پزشکی تهران و کادر درمان بیمارستان خمینی با برپایی تجمع اعتراضی، خواهان رسیدگی به درخواست‌های خود شامل مشکلات معیشتی و پرداخت نشدن معوقات شدند. پرستاران معترض شعارهایی همچون «پرستار داد بزن، حقتو فریاد بزن»، «تعرفه ما کجاست؟ ببین تو جیب کیاست» و «مسئول بیا بیرون»، در این تجمع سر دادند.

#### ۱۳ دی
جمعی از پرستاران دانشگاه پزشکی ایلام در اعتراض به مشکلات معیشتی و صنفی خود تجمع اعتراضی برگزار کردند. اضافه کاری، تعرفه پرستاری، حق مسکن، حق مهد، از جمله مطالبات تجمع‌کنندگان هستند.

#### ۲۸ دی
رسانه‌های داخل ایران اعلام کردند که برای پرستاران معترض به شرایط صنفی، پرونده سازی می‌کنند و به آنها حکم «شش ماه انفصال از خدمت» می‌دهند. یک مقام صنفی تأکید نمود که هر پرستاری که اضافه‌کاری را نپذیرد به هیئت تخلفات معرفی خواهد شد. از طرفی دبیرکل خانه پرستار می‌گوید: «این در شرایطی است که بیمارستان‌ها با مشکل کمبود پرستار روبرو هستند.»

#### ۷ اسفند
کادر درمان و پرستاران در شیراز، در اعتراض به اضافه‌کاری اجباری و رایگان، تعرفه‌های پایین و غیرواقعی، با شعار «مسئول بی‌کفایت، استعفا استعفا» تجمع اعتراضی برپا کردند.

#### ۱۴ اسفند
گروه‌هایی از پرستاران و کادر درمان در شهرهای کرمانشاه و شیراز در اعتراض به رسیدگی نشدن به مطالبات شغلی و معیشتی خود تجمع اعتراضی برپا کردند. آنها علل اعتراض خود را «وضعیت شغلی و دستمزدی، اضافه‌کار اجباری پرستاری و وعده‌های توخالی مسئولان و  پایین بودن تعرفه‌ها اعلام کردند. بر اساس آمار سازمان نظام پرستاری، سالانه بیش از ۲۷۰۰ پرستار مهاجرت می‌کنند که زنگ خطری جدی برای نظام سلامت مردم است.

#### ۱۶ اسفند
گروهی از اعضای کادر درمان و پرستاران در اعتراض به عدم رسیدگی به مطالبات خود با در دست داشتن پلاکارد و دادن شعارهای اعتراضی در برابر ساختمان علوم پزشکی البرز تجمع اعتراضی برپا کردند.

#### ۱۹ اسفند
به گزارش شبکه‌های اجتماعی، پرستاران و کادر درمانی شیراز در تمامی بیمارستان‌های شیراز تجمع‌های اعتراضی برپا کردند. آنها در حالی که شعار می‌دادند، «مسئول بی‌کفایت استعفاء، استعفاء»، خواستار حذف اضافه‌کاری اجباری، اصلاح تعرفه‌های پرستاری، افزایش کارانه و دستمزد خود شدند.

#### ۲۰ اسفند
گروهی از پرستاران و اعضای کادر درمان در بوشهر در اعتراض به تعرفه نامناسب، اضافه‌کاری اجباری آنهم بدون پرداخت حقوق مکفی و شرایط معیشتی خود، تجمع اعتراضی برپا کردند. آنها شعار میدادند: «تعرفه چندرغاز نمی‌خوایم نمی‌خوایم»، «اضافه‌کار اجباری نمی‌خوایم نمی‌خوایم»، «با کرونا جنگیدیم، حمایتی ندیدیم».

#### ۲۲ اسفند
به گزارش شبکه اجتماعی، جمعی از پرستاران و کادر درمان شهرستان رفسنجان در اعتراض به مطالبه‌های معوقه، اضافه‌کار اجباری بدون پرداخت دستمزد کافی، تعرفه‌گذاری ناکارآمد و ناکافی و وعده‌های محقق نشده، در برابر دانشگاه علوم پزشکی و فرمانداری این شهر تجمع اعتراضی برپا کردند.

#### ۲۳ اسفند
جمعی از پرستاران بیمارستان بهشتی یاسوج در اعتراض به عدم واریز تعرفه و میزان کارانه یک ساله خود در محل این بیمارستان تجمع اعتراضی برپا کردند.

### مال‌باختگان

#### ۲۹ فروردین
به گزارش اتحادیه آزاد کارگران ایران، تعدادی از مالباختگان صندوق امانات بانک ملی در برابر این بانک تجمع اعتراضی برپا کردند. این مالباختگان با سر دادن شعارهای اعتراضی خواهان برگشت اموال خود بودند.

#### ۴ خرداد
گروهی از مالباختگان زمین‌های کشاورزی کندرود تبریز در اعتراض به تصرف زمین‌های خود توسط بنیاد مستضعفان تجمع اعتراضی بر پا کرده و خواستار رسیدگی به درخواست‌های خود شدند.

#### ۲۳ خرداد
گروهی از مال‌باختگان صرافی کریپتولند، با دادن شعارهای اعتراضی، در برابر ساختمان دادسرای جرائم اقتصادی در تهران تجمع اعتراضی برپا کردند.

#### ۱۳ مرداد
گروهی از مال‌باختگان شرکت رضایت خودرو و طراوت نوین تاکستان، با دادن شعارهای اعتراضی در مصلی نماز جمعه تاکستان، تجمع اعتراضی برپا کردند و خواهان رسیدگی به مطالبات خود بودند.

#### ۲ آذر
گروهی از مالباختگان شرکت رضایت خودرو طراوت نوین قزوین، در برابر اداره دادگستری این استان تجمع اعتراضی برپا کرده و خواستار رسیدگی به درخواست‌های خود شدند.

#### ۶ بهمن
گروهی از مالباختگان مربوط به شرکت‌های خودرویی در برابر دادگستری کل استان البرز در کرج، برای رسیدگی به درخواست‌های خود تجمع اعتراضی برگزار کردند که با دخالت ماموران این تجمع به خشونت کشیده شد.

#### ۲۵ بهمن
گروهی از مال‌باختگان بهمن‌موتور، در اعتراض به رسیدگی نشدن به درخواست‌های آنها، در برابر ساختمان وزارت صنعت، معدن و تجارت در تهران، تجمع اعتراضی برگزار کردند.

#### ۱۳ اسفند
گروهی از مالباختگان شهر‌خودرو و ریگان خودرو، در اعتراض به اینکه از سال ۱۳۹۹ تا کنون نتوانستند مبالغ از دست رفته خود را پس بگیرند در برابر مجتمع قضایی رسیدگی به جرائم اقتصادی در تهران تجمع اعتراضی برپا کردند.

### کامیون‌داران

#### ۳ خرداد
کامیون‌داران پایانه اصفهان و رانندگان کامیون برای سومین روز متوالی کارشان را متوقف کردند. اتحادیه تشکل‌های کامیون‌داران و رانندگان کشور، روز ۱۴ اردیبهشت با انتشار بیانیه‌ای به موضوع کمبود سوخت، تورم افسار گسیخته و بالا رفتن قیمت ارز اشاره کرده بود که موجب شده نرخ روغن، لاستیک، لوازم یدکی و دیگر ملزومات مصرفی کامیون‌ها افزایش یابد.

#### ۲۷ خرداد
در کرمان شماری از متقاضیان کشنده کامیون «دایون»، در مقابل شرکت کرمان دیزل، در اعتراض به عدم تحویل کشنده‌های کامیون بعد از گذشت ۱۸ ماه از ثبت نام، تجمع اعتراضی برگزار کردند.

## اعتراضات خیابانی

### تهران

#### فروردین
در سالروز حمیدرضا روحی یکی از کشته‌شدگان خیزش مردمی در ایران، معترضان با هماهنگی گروه های مانند "جوانان محلات تهران" و "پیمان Covenant" خیابان‌ها دست به تجمع اعتراضی زده و در منطقه شهر زیبا علیه حکومت جمهوری اسلامی و علی خامنه‌ای شعار سر دادند.
از برجسته‌ترین شعارها:
حمیدرضا می‌جنگیم خونتو پس می‌گیریم
حمیدرضا نمرده سیدعلیه که مرده
مأموران حکومتی نیز ساعاتی قبل از شکل‌گیری اعتراضات، مسیرهای خانه حمیدرضا روحی را مسدود کردند.
معترضان پس از شروع اعتراض راه‌ها را بسته و ماشین‌ها با بوق آن‌ها را همراهی کردند. معترضان همچنین در جای‌جای شهر جمع شده و آهنگ «بارون اومد» را همخوانی کردند.
با افزایش جمعیت، اعتراضات به سرحد خود رسید و با آتش زدن پرچم جمهوری اسلامی و همچنین مسدود شدن اتوبان‌هایی از جمله: بامری، حکیم و... مواجه شد.

#### اسفند
گروهی از متقاضیان خودروهای تار، دنا، پارس و پژو چهارشنبه ۲ اسفند در اعتراض به تغییر قرارداد مربوط به زمان تحویل و قیمت خودرو راهپیمایی کرده و در برابر ساختمان وزارت صنعت معدن و تجارت در تهران تجمع اعتراضی برگزار کردند. آنها با سر دادن شعارهای «استاندارد، بهانه است بهانه است»، «وزیر بی‌لیاقت، استعفا استعفا» خواستار استعفای وزیر «صمت» شدند.

### سقز
پس از مسمومیت‌های زنجیره‌ای، شهر سقز هم دچار این مسمومیت‌ها شد.
پس از مسموم شدن دانش آموزان دختر مدرسه معراج و عصمت سقز به‌پا خواست و تجمع اعتراضی شکل گرفت.

### شاهین‌شهر
طی مسمومیت‌های اخیر، والدینِ دانش آموزانِ شهر شاهین‌شهر روبه‌روی آموزش و پرورش دست به اعتراض زدند و علیه حکومت شعار سر دادند. پس از افزایش جمعیت مأموران حکومتی به معترضان حمله‌ور شدند و به انتشار گاز اشک آور پرداختند.

### فنوج
مردم فنوج در سه‌شنبه ۵ اردیبهشت ماه ۱۴۰۲، در اعتراض به زیر گرفتن دو موتور سیکلت شهروندان توسط خودروهای مأموران نیروی انتظامی جمهوری اسلامی که باعث کشته و مجروح شدن ۴ نفر شدند، در برابر کلانتری این شهر تجمع اعتراضی برپا کردند. به دنبال این جنایت، یک نفر از جوانان بلوچ به نام سمیر گردهانی ۱۶ ساله کشته و ۳ نفر دیگر به شدت مجروح شدند که به بیمارستانی در ایرانشهر انتقال یافتند. متعاقباً مأموران نیروی انتظامی به‌سوی مردمی که به عنوان اعتراض به کشته و زخمی شدن این جوانان در مقابل کلانتری شهر تجمع کرده بودند آتش باز کردند که حداقل ۳ نفر از مردم معترض با شلیک مأموران زخمی و به مراکز درمانی برده شده‌اند.

### اصفهان
معترضان در ۱۱ اردیبهشت در اصفهان به خیابان‌ها آمدند و در حمایت از کارگران شعارهای ضد حکومتی سر دادند. در این تجمع شعارهای «زن زندگی آزادی»، «ما اومدیم دوباره، خیزش ادامه داره»، «تا آخوند کفن نشود، این وطن وطن نشود»، «مرگ بر جمهوری اعدامی» و «حکومت عمامه، وقتش دیگه تمامه» داده شد.
۲۴ اردیبهشت
معترضان شهر اصفهان یکشنبه شب برای جلوگیری از اعدام سه تن از زندانیان مجید کاظمی، صالح میرهاشمی، سعید یعقوبی مقابل زندان دستگرد تجمع کردند و شعار سر دادند. معترضان همچنین با بوق‌های متعدد ماشین و ایجاد ترافیک مسیرها را بستند. با افزایش بسیار شدید جمعیت مأموران حکومتی به سمت معترضان تیراندازی کردند و به انتشار گاز اشک‌آور پرداختند.
از برجسته‌ترین شعار معترضان: «این آخرین پیامه اعدام کنید قیامه» سازمان عفو بین‌الملل نیز در بیانیه‌ای نسبت به خطر اعدام این سه زندانی هشدار داد و تأکید کرد که محاکمه آنها در اواخر آذر و اوایل دی ماه ۱۴۰۱، به شدت ناعادلانه بوده‌است. و همچنین اضافه نمود مجید کاظمی و صالح میرهاشمی به وکیل دسترسی نداشته و وادار به «اعترافات اجباری» شده‌اند.

#### ۳ آذر
گروهی از مردم اصفهان با تشکیل زنجیره انسانی در اطراف رودخانه زاینده رود، در اعتراض به طرح‌های انتقال آب که منجر به خشک شدن زاینده رود شده است، تجمع اعتراضی برپا کردند.
۲۹ اردیبهشت
اعدام سه تن از زندانیان دستگرد، موجب خشم و انزجار عمومی شد؛ مردم ایران صبح جمعه به شعار دادن از خانه‌های خود پرداختند. این اعدام موجب ایجاد فراخوان‌های گسترده شد. شهرهای تهران، اصفهان، مشهد، کرج، روانسر، مهاباد، کرمانشاه و آبدانان، بندرعباس، کردستان و ساری به خیابان آمدند و خروشیدند. این اعتراضات با راه‌بندان زیاد و بوق‌های متعدد مواجه شد. در تهران نیز مردم ستارخان تهرانسر و اکباتان تجمع کردند. خشم عموم آنقدر زیاد بود که مأموران حکومتی جرئت حمله به معترضان را نداشتند و مجبور به عقب‌نشینی شدند.

### گوهردشت کرج
معترضان در گوهردشت کرج در ۱۱ اردیبهشت به خیابان آمدند و شعارهایی علیه حکومت سر دادند.

### مهر شهر کرج
در شامگاه ۱۱ اردیبهشت معترضان در مهرشهر کرج، شبانه شعارهای «امسال سال خونه، سیدعلی سرنگونه» و «مرگ بر دیکتاتور» سر دادند.

### تهران
معترضان با هماهنگی گروه "Covenant پیمان" و "جوانان محلات تهران"در تاریخ ۱۱ اردیبهشت در شهرک چیتگر، شهرک باقری، شهرک اکباتان، اختیاریه و هفت تیر، شعارهای ضد حکومتی شبانه سر دادند.

### جونقان
به مناسبت سالگرد کشته شدن جمشید مختاری در اعتراضات اردیبهشت ۱۴۰۱ در جونقان در استان چهارمحال و بختیاری، جمعیت بسیار گسترده‌ای از مردم با شعارهای ضد حکومتی و علیه علی خامنه‌ای در خیابان‌های این شهر تظاهرات کردند.

### آبدانان
گروهی از مردم این شهر شامگاه پنجشنبه ۱۱ خرداد در اعتراض به مرگ بامشاد سلیمان‌خانی دانشجوی آبدانانی در اثر ضربات شکنجه، با سردادن شعارهای ضد حکومتی و حق طلبانه به خیابان‌آمدند و نسبت به مرگ این دانشجو اعتراض کردند. مقامات حکومتی به روال مرسوم در جمهوری اسلامی می‌گویند «او خودکشی کرده» درحالی‌که کسی از مردم معترض این حرف‌ها را باور ندارند. یک شاهد عینی از آبدانان گفت: «معترضان در چند محله شهر تجمع‌های اعتراضی داشته و شعارهای ضد حکومتی سر دادند.» به گفته این شاهد که خودش از ناحیه ران زخمی شده‌است: «نیروهای یگان ویژه و سپاه پاسداران بی‌رحمانه به سوی مردم گاز اشک‌آور و گلوله‌های ساچمه‌ای شلیک کردند، به مردم فحش‌های رکیک می‌دادند و من خودم شاهد زخمی‌شدن ده‌ها نفر بودم که جراحت برخی از آنها زیاد بود.» در بعضی از تصاویر معترضان دیده می‌شوند که شعار می‌دهند: «سیدعلی بی‌ریشه، خیزش تموم نمیشه»، «مرگ بر خامنه‌ای»، «جمهوری بچه‌کش، نمی‌خوایم، نمی‌خوایم» و «آبدانانی با غیرت، حمایت حمایت» بیرحمی نیروهای سرکوبگر سپاه و بسیج به قدری بود که حتی مستقیم به سوی عابران پیاده هم شلیک کرده و با خودرو از روی مجروحان رد شدند.

### سرابله
شنبه ۲۷ خرداد، گروهی از شهروندان شهر سرابله واقع در استان ایلام، در اعتراض به بازداشت شش شهروند طی هفته گذشته، در برابر فرمانداری این شهر تجمع اعتراضی برپا کردند.

### ایرانشهر، چاه‌بهار، سیب، سوران
جمعه دوم تیرماه ۱۴۰۲، گروه‌هایی از شهروندان در ایرانشهر، سیب و سوران و چابهار در استان سیستان و بلوچستان با دادن شعارهای اعتراضی دست به تجمع‌های اعتراضی زدند. معترضان در تجمع ایرانشهر شعارهایی مانند «تجاوز، جنایت، لعنت بر این ولایت»، «مرگ بر خامنه‌ای» و «مرگ بر دیکتاتور» سر دادند. تظاهرات این جمعه در شهرهای بلوچستان به درخواست مولوی عبدالغفار نقشبندی، امام جمعه پیشین راسک برای همبستگی با معترضان زاهدانی انجام شده‌است.

### راسک
جمعی از شهروندان در شهرستان راسک جمعه دوم تیرماه ۱۴۰۲، با دادن شعارهای ضد حکومتی مانند «مرگ بر خامنه‌ای» دست به تجمع اعتراضی زدند. در جریان این تجمع که در محل نماز جمعه صورت گرفت، ده‌ها شهروند توسط نیروهای امنیتی دستگیر و به محل نامعلومی برده شدند.

### مهاباد
جمعی از مردم شهر مهاباد دوشنبه شب ۱۹ تیر جهت شرکت در مراسم به خاک‌سپردن پیمان گلوانی به خیابان آمدند. پیمان گلوانی ۲۴ ساله ۱۴ روز بعد از بازداشت در زیر «شکنجه نیروهای امنیتی» جان باخت. بر اساس خبر شبکه‌های اجتماعی به دنبال تهدید خانواده پیمان گلوانی از سوی مأموران امنیتی که نمی‌خواستند پیکر را تحویل دهند، معترضان در مقابل غسالخانه شهر تجمع کرده و شعارهای «شهید نمی‌میرد» و «مرگ بر خامنه‌ای» سر دادند.

### شهرهای مختلف
شبکه‌های اجتماعی در ایران از برپایی تجمع‌های اعتراضی در روزهای دوشنبه ۱۹ و سه‌شنبه ۲۰ تیر در شهرهای مختلف ایران، مانند دهلران، ساوه، سنندج، اهواز مشهد، تهران، کرمانشاه و شیراز خبر داده‌اند.

### رشت
در تاریخ ۲۵ تیر ۱۴۰۲، همزمان با بازگشت گشت ارشاد به خیابان‌های ایران، در حالی که مأموران قصد داشتند سه زن را در شهر رشت به‌خاطر «بی‌حجابی» دستگیر کنند، مردم با آنها درگیر شده و شعار «مرگ بر خامنه‌ای» سر دادند. همچنین وضعیت میدان شهرداری رشت ملتهب گزارش شد و اعلام شد مأموران قصد داشتند با گاز اشک‌آور جمعیت مردم را متفرق کنند.

### پاوه
گروهی از کولبران و فعالان مدنی در اعتراض به تیراندازی مستقیم نیروهای جمهوری اسلامی ایران به کولبران، که منجر به مرگ کولبر ۳۹ ساله آسو کریمی گردید، در روز سه‌شنبه ۱۷ مرداد، در برابر فرمانداری شهرستان پاوه، تجمع اعتراضی برگزار کردند.

### میبد
پس از کشته و زخمی شدن دو نوجوان ایرانی توسط گروهی از اتباع افغان در میبد در تاریخ ۱۰ آذر؛ مردم این شهر شروع به تظاهرات خیابانی کردند و به سیاست های حکومت جمهوری اسلامی ایران در قبال اتباع افغان اعتراض کردند و خواستار اخراج آنها شدند. همچنین براساس ویدیوهای منتشر شده فرماندار، امام جمعه و فرمانده سپاه میبد در مصلای این شهر مورد حمله مردم قرار گرفتند.

#### زابل، سراوان
گروهی از شهروندان زابل در اعتراض به صدور فاکتورهای نجومی برق در برابر اداره برق تجمع اعتراضی برپا کردند. جمعی از اهالی سراوان نیز اخیرا نسبت به صدور فاکتورهای نجومی برق در مقابل این اداره تجمع اعتراضی داشتند.

#### تبریز
به گزارش کانال تلگرامی «اعتراض مدنی بازار»، در ۲ اسفند جمعی از رانندگان اتوبوس‌های شرکت واحد تبریز در اعتراض به پایین بودن حقوق و دستمزد خود تجمع اعتراضی برگزار کردند.

## شهریور ۱۴۰۲ (سالگرد کشته‌شدن مهسا امینی و خیزش ۱۴۰۱ ایران)
به گزارش خبرگزاری هرانا حکومت جمهوری اسلامی برای جلوگیری از برگزاری سالگرد کشته‌شدن مهسا امینی (و خیزش ۱۴۰۱ ایران) و پیشگیری از احتمال بروز اعتراضات، دست‌کم ۲۹۲ معترض و فعال مدنی را در سراسر ایران بازداشت کرده و نیز بیش از ۳٫۱۲۶ دانشجو و ۳۱ استاد دانشگاه را به‌دلیل همراهی با اعتصابات و تظاهرات مسالمت‌آمیز در یک‌سال اخیر، با روش‌های مختلفی همچون: احضار، ممنوعیت از ورود به دانشگاه، محرومیت از تحصیل و اخراج، تنبیه کرد.
در سالگرد مهسا امینی، نیروهای یگان ویژه، تمامی راه‌های منتهی به آرامستان آیچی را بستند و سدی در نزدیکی آن را برای جلوگیری از تجمع در این آرامستان، باز کردند. در مجموع ایران جو امنیتی و مرگباری مستقر شده بود و بالگردها و رزمناوها در آسمان سقز مشاهده می‌شد. خبرهایی مبنی بر اینکه نیروی‌های جمهوری اسلامی ایران با ساچمه به مردم شلیک کردند نیز به دست رسیده است. در بسیاری از شهرهای کشورهای جهان، ایرانیان مقیم این شهرها به تظاهرات خیابانی پرداختند. گویا ماموران مزار نیکا شاکرمی را تخریب کرده و به جای آن پاساژ ساخته‌اند و راه‌های ورود به آرامستانی که او در آن دفن است را تخریب کرده‌اند.
گزارش‌ها حاکی از تجمع‌های اعتراضی پراکنده در شهرهای رشت، مشهد، سنندج، کرمانشاه، مریوان، بوکان، ایلام، آبدانان، مهاباد، تهران، کرج، لاهیجان، گرگان، بندر انزلی، اراک، است. بر اساس تصاویر انتشار یافته در شبکه اجتماعی، شامگاه جمعه ۲۴ شهریور‌ماه، دست‌کم در ۱۱ شهر ایران شهروندان به سر دادن شعار علیه جمهوری اسلامی اقدام کردند. همچنین جمعه شب ۲۴ شهریور در شهر تهران حداقل در ۱۲ محله، شامل گیشا، جردن، تهرانسر، شهرک باقری، تهرانپارس، خیابان کاشانی، یوسف‌آباد، نارمک و شهرک اکباتان و محله‌های چیتگر، سعادت‌آباد، انقلاب، با شعارهای شبانه مردم علیه جمهوری اسلامی همراه بود.

### خانواده کشته شدگان اعتراض‌ها

#### ۱۷ شهریور
امید قدیمی برادر دادخواه فواد قدیمی معترض کشته شده در دیواندره باز‌داشت شد. همچنین فرزاد معظمی گودرزی از اعضای خانواده رضا معظمی گودرزی معترض کشته شده در اعتراضات آبان ۹۸ بروجرد نیز بازداشت گردید. با این دستگیری‌ها شمار اعضای خانواده‌های دادخواهی که طی یک ماه اخیر باز‌داشت شده‌اند دست‌کم به ۲۱ تن رسید.

#### ۲۴ شهریور
در آستانه سالگرد کشته شدن مهسا (ژینا) امینی کمیته حقیقت‌یاب سازمان ملل متحد روز پنجشنبه ۲۳ شهریور طی یک بیانیه از "تشدید سرکوب زنان و دختران و انتقام‌جویی از خانواده قربانیان و معترضان" ابراز نگرانی کرد.  در این بیانیه ضمن تاکید بر افزایش فشار بر خانواده جان‌باختگان خیزش ۱۴۰۱ در خصوص تشدید "اقدامات تنبیهی علیه کسانی که از حقوق پایه‌ای خود، مانند حق آزادی بیان، آزادی دین، و حق تجمعات مسالمت‌آمیز استفاده می‌کنند"، هشدار داد.

#### ۲۵ شهریور
مأموران امنیتی، امجد امینی، پدر مهسا، را به مجرد خروج از خانه‌اش، بازداشت و به اداره اطلاعات سقز منتقل کرده و به پدر مهسا امینی گفتند که حق خروج از منزل و رفتن سر مزار را ندارند و نباید در مراسم سالگرد که قبلا آن را اعلام کرده بودند شرکت کنند. همچنین دیده‌بان حقوق بشر مستقر در نیویورک نیز قبلا نوشته بود که در آستانه سالگرد اعتراضات ۱۴۰۱ حداقل ۳۶ نفر از اعضای خانواده‌های کشته‌شدگان اعتراضات دستگیر و یا به زندان محکوم شده‌اند.

#### ۲۸ شهریور
نسرین شاکرمی، مادر نیکا شاکرمی، گفت که به دلیل مشکلات پیش آمده و اینکه نمی‌خواهم به افراد دیگری از عزیزان و هموطنان غیرتمند شریفی که قصد دارند در این مراسم شرکت کنند، آسیبی وارد شود، برگزاری مراسم را به ناچار لغو کردم. آیدا خواهر نیکا شاکرمی نیز از دستگیری افرادی خبر داد که در طی هفته گذشته تلاش کرده‌اند سر مزار نیکا حاضر شوند.

#### ۲۹ شهریور
در سالگرد کشته‌شدن مهسا امینی، و کشته‌شدگان جنبش، خیزش ۱۴۰۱ ایران همچنین کشته‌شدن میلاد زارع همراه بود.
خانواده، اقوام، و دوستان، میلاد زارع با سر دادن شعارهای جنبش، خیزش ۱۴۰۱ ایران در اعتراضات ۱۴۰۲ ایران به خیابان‌ها آمدند، همراه با انتشار پست‌های اینستاگرامی در شبکه‌های اجتماعی علیه نظام جمهوری اسلامی ایران به سر می‌دادند، و به اشتراک می‌گذاشتند.
دو برادر میلاد زارع، فرهاد زارع و رضا زارع، توسط نیروهای امنیتی و لباس شخصی شناسایی و با بسته شدن پیج‌های اینستاگرامی بازداشت، به مکان نامعلومی انتقال یافتند.

#### ۳۰ شهریور
به مناسبت سالگرد کشته شدن جواد حیدری، از معترضان کشته‌شده در جریان خیزش سراسری، ماموران جمهوری اسلامی به خانه خانواده او حمله کردند. نیروهای امنیتی با پرتاب سنگ، گاز اشک‌آور و تیراندازی به سمت خانه خانواده حیدری خانه را محاصره کرده و تلاش میکردند تا از خروج اعضای خانواده از خانه جلوگیری کنند. ساکنان خانه در جریان پرتاب گاز اشک‌آور به داخل منزلشان دچار مشکل تنفسی شده‌اند. بر اساس گزارش‌های منتشر‌شده در شبکه اجتماعی، نیروهای امنیتی در جریان این حملات، کودکان و زنان را نیز مورد ضرب‌و‌شتم قرار دادند. فاطمه حیدری روز قبل نیز اعلام کرده بود که برای جلوگیری از برگزاری مراسم سالگرد جواد حیدری، نیروهای امنیتی به‌صورت گسترده به روستای احمدآباد وارد شدند و برادر او به نام روح‌الله حیدری را به گروگان گرفتند

#### ۲۲ مهر
ماشاالله کرمی پدر محمدمهدی کرمی از کشته‌شدگان اعتراضات سراسری ۱۴۰۱،  ۴۵ روز گذشته را با محرومیت از حق ملاقات حضوری، در سلول انفرادی بازداشتگاه اطلاعات سپاه پاسداران سپری کرده است.

#### ۴ آبان
نیروهای امنیتی جمهوری اسلامی با بازداشت چند ساعته پدر و برادر دادخواه علی روزبهانی، آنها را از برگزاری سالگرد و تولد این معترض کشته شده منع کردند.
فاطمه حیدری، خواهر جواد حیدری معترض کشته شده، خبر داد که نیروهای امنیتی به پدر و برادر علی روزبهانی گفتند که حق برگزاری سالگرد ندارند. همچنین آنها برادرش محمد روزبهانی را هم «مجبور کردند» توییتی که درباره سالگرد و تولد برادرش نوشته بود را «حذف» کند.

#### ۱۶ آبان
پس از مختومه اعلام‌شدن پرونده دادخواهی پدر و مادر ابوالفضل آدینه‌زاده، از کشته‌شدگان اعتراضات سال ۱۴۰۱، این خانواده اعلام کردند که «از اول می‌دانستیم در این بیدادگاه جوابی حاصل نمیشود». ابوالفضل آدینه‌زاده معترض ۱۷ ساله بود که پس از کشته شدن مهسا امینی در بازداشت گشت ارشاد، با شلیک مأموران حکومتی در مشهد کشته شد. خانواده آدینه‌زاده پس از کشته‌شدن فرزند آنها مانند خانواده‌های دادخواه دیگر در ایران، بارها تحت فشارهای امنیتی جمهوی اسلامی قرار گرفته و احضار و بازداشت شده‌اند.

#### ۱۷ آبان
ماشالله کرمی، پدر محمد مهدی کرمی، معترض اعدام شده، با وجود گذشت هفتاد و هشت روز از زمان دستگیری وی، همچنان به صورت بلاتکلیف در زندان مرکزی کرج محبوس است. ماشالله کرمی، در تاریخ سی و یکم مردادماه، بازداشت شد. ماموران امنیتی وی را در راه پیمایی برنامه ریزی شده توسط "پیمان - Covenant " دستگیر کرده، کلیه وسایل الکترونیکی او را ضبط کرده و کارت‌‌های بانکی این خانواده را نیز بستند.

#### ۲۱ آبان
مهسا بصیر توانا، از خانواده‌های دادخواه اهل فومن، مادر دو فرزند، خواهر ‎مهران بصیر توانا، جوان کشته‌شده در اعتراضات ۱۴۰۱، در آستانه سالگرد جانباختن برادرش توسط مأموران وزارت اطلاعات در این شهر بازداشت شد و به بازداشتگاه این نهاد امنیتی در شهر رشت انتقال یافت.

#### ۲۹ آذر
ماشالله کرمی، پدر دادخواه محمدمهدی کرمی، معترض اعدام شده در کرج، از طرف دادسرای عمومی و انقلاب این شهر، به اتهام «عضویت در دسته‌جات و جمعیت به قصد اقدام علیه امنیت کشور» متهم گردید. همچنین کمیته پیگیری وضعیت بازداشت‌شدگان، پیشتر اعلام کرده بود که به ماشالله کرمی برای قبول‌‌کردن ۴ اتهام دیگر از جمله «کلاهبرداری و سوءاستفاده از احساسات مردم» فشارهای سنگینی وارد شده است. این گروه حقوق بشری، تأکید کرده بود: طبق معمول این نوع پرونده‌سازی‌ها، با هدف  بدنام‌کردن فعالان و خانواده‌های دادخواه انجام می‌شود.

#### ۷ دی
دادگاه رسیدگی به اتهامات رحیمه یوسف زاده مادر نوید بهبودی و محبوبه رمضانی مادر پژمان قلی پور و از کشته شدگان اعتراضات آبان ۹۸، در دادگاه انقلاب شهریار برگزار شد. این دو مادر به واسطه فعالیت‌های ضد حکومتی خود بازداشت و محاکمه شدند.

#### ۱۶ دی
فرزانه برزه‌کار، مادر عرفان رضایی نوایی، از کشته‌شدگان اعتراضات سراسری ۱۴۰۱ طی حکمی توسط دادگاه انقلاب آمل به ۱۶ ماه حبس تعزیری بابت «اهانت به رهبری» و هشت ماه حبس تعزیری به علت «تبلیغ علیه نظام» محکوم گردید.

## واکنش‌ها

### ۱۴ دی
- تعدادی از تشکل‌های کارگری، بازنشستگان و صنفی در ایران شامل: شورای سازماندهی اعتراضات کارگران پیمانی نفت، اتحاد بازنشستگان، شورای بازنشستگان ایران، شورای سازماندهی اعتراضات کارگران غیررسمی نفت (ارکان ثالث)، شورای هماهنگی اعتراضات پرستاران، گروه بازنشستگان مستقل تهران، ندای زنان ایران و نهاد دادخواهان، انجمن صنفی کارگران برق و فلز کرمانشاه، سندیکای نقاشان البرز بیانیه مشترکی صادر کردند. در این بیانیه با اشاره به اعتراضات مستمر زنان، معلمان، کارگران، بازنشستگان، دادخواهان و همه اصناف تحت انواع ستم که معیشت، منزلت و داشتن زندگی انسانی را حق مسلم خود می‌دانند، نوشتند که حکومت با تشدید سرکوب می‌خواهد آنها را پس براند. آنها در این بیانیه استفاده جمهوری اسلامی از طناب دار را ابزاری برای «قتل عمد دولتی» خواندند و تأکید کردند که «این سیاست کثیف و خطرناکی است که به منظور مرعوب کردن مردم استفاده می‌شود.»[۲۳۶]